# Pudel
För andra betydelser, se Pudel (olika betydelser).
Pudel är en hundras från Frankrike. Den finns i fyra storlekar: toypudel, dvärgpudel, mellanpudel och storpudel, som alla räknas till rasgruppen sällskapshundar. I en undersökning 2012/2013 utnämndes pudeln till världens tredje populäraste hundras. I USA toppade pudeln listan över de populäraste hundraserna från 1960 till 1982.
Pudeln var ursprungligen en vattenapporterande jakthund. Den har även använts som tryffelhund och cirkushund men används numera främst som familjehund. Rasen har en lång historia som är gemensam med vattenhundarna; tyskans pudelhund är ursprungligen en översättning av latinets canis aquaticus. Det finns olika teorier om denna hundtyps uppkomst men man tror att den uppkommit någonstans i Medelhavsregionen någon gång under medeltiden. Pudeln och vattenhundarna är rikligt avbildade sedan 1400-talet. I skrift kan de spåras till 1200-talet, men är första gången beskrivna på 1500-talet.
Pudeln är känd för sin intelligens och sitt glada lynne. Den är lättlärd och framgångsrik i flera hundsporter såsom agility, lydnadsprov och bruksprovsgrenarna sök och spår.
Hundrasen känns lättast igen på sin ulliga päls, som förekommer i olika färger och som traditionellt har varit lejonklippt, men som finns i ett flertal frisyrer. Pudlar som inte deltar på hundutställning är i allmänhet klippta i lättskötta vardagsfrisyrer. Pudeln skall vara harmoniskt och proportionerligt byggd, med lätt och fjädrande gång, en hund helt utan framavlade extrema drag. De små varianterna har samma standard som de stora och får inte ha drag av dvärgväxt. Pudeln räknas som en jämförelsevis frisk ras.
Pudeln har ibland förknippats med häxkonst och magi. Mest känd är pudeln i Goethes Faust som förvandlas till Mefistofeles. Det är härifrån uttrycket pudelns kärna kommer. Pudeln förekommer även i påfallande många andra talesätt. Till de mest kända hör luspudel, klok som en pudel och göra en hel pudel.

## Historia

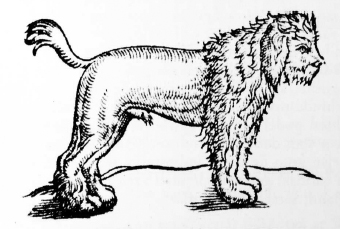
Vattenhund, ur Conrad Gesner: Historiae Animalium (1553).

### Rashistoria och ursprungsland
Den första rasklubben för organiserad avel med pudlar bildades år 1876 i England följt av Tyskland 1893, som därmed är de faktiska ursprungsländerna för den moderna rasen pudel. Under några år i början av 1900-talet splittrades den brittiska pudelklubben i två, en för snörpudel och en för ullpudel. Först 1910 enades de igen och skrev en gemensam rasstandard. I Tyskland har det inte funnits någon samlande nationell rasklubb; pudelaveln har varit delad på tre klubbar oavsett storlek ända fram till 1982, då det bildades en fjärde. Alla fyra är anslutna till den tyska kennelklubben Verband für das Deutsche Hundewesen (VDH). 1922 startades två pudelklubbar i Frankrike, en i Paris och en i Strasbourg, dessa klubbar bildade 1936 en nationell rasklubb. Samma år tillkom den franska rasstandarden. Brittiska the Kennel Club har aldrig varit med i den internationella hundorganisationen Fédération Cynologique Internationale (FCI) och under nazitiden var den dåvarande tyska kennelklubben inte heller medlem i FCI vilket kan ha bidragit till att Frankrike 1936 erkändes som pudelns hemland. Detta innebär att det sedan dess är den franska pudelklubben (Club de caniche de France) som har ansvaret för den rasstandard som gäller för alla kennelklubbar som är anslutna till FCI.

### Pudeln i historiska källor

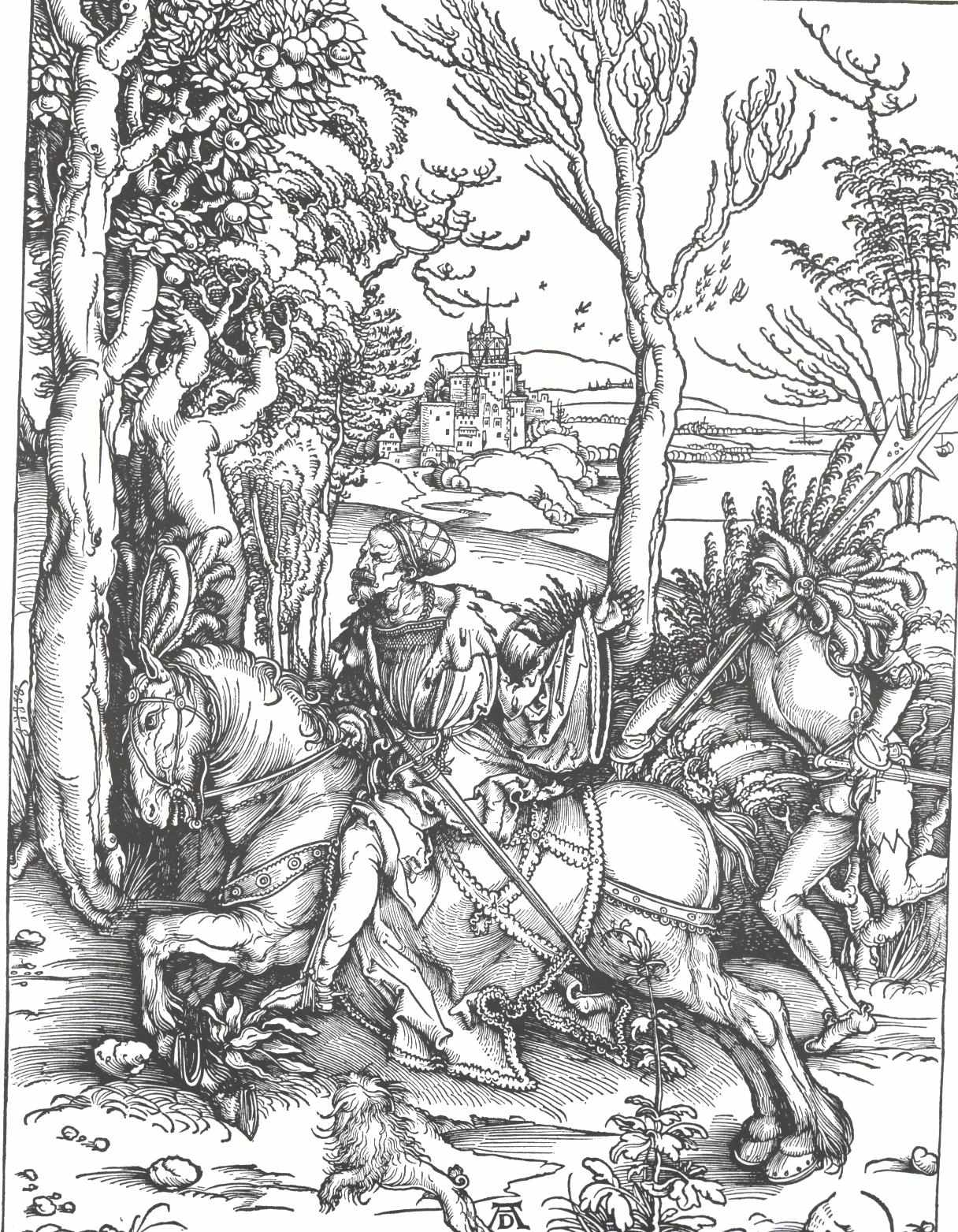
Albrecht Dürer: Riddaren och knekten (1496–1497). Pudeln skuttar intill hästen.

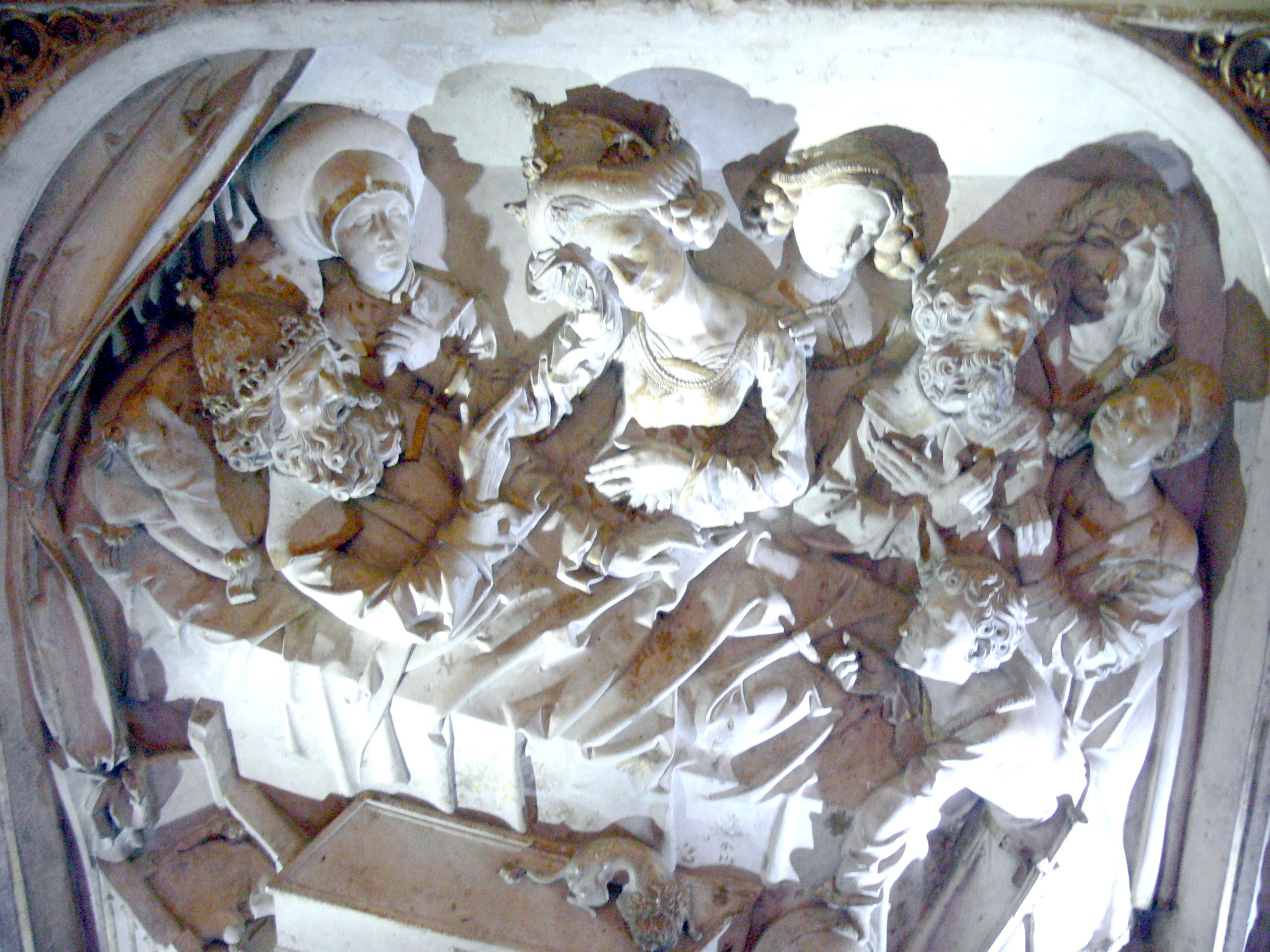
Gravmonument av Tilman Riemenschneider från 1499 i katedralen i Bamberg, Bayern. En pudel ligger nedanför kejsar Henrik II:s dödsbädd.

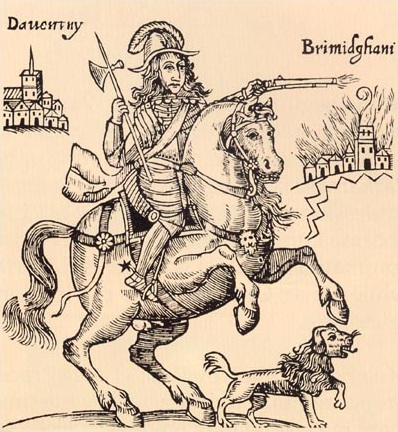
Prins Rupert av Pfalz med sin omtalade pudel Boye. Propagandabild från 1642.

Pudelns historiska ursprungsland är omtvistat. Inte bara Tyskland och Frankrike, utan även Ryssland och Iberiska halvön har förts fram som stamort. Mest troligt är att rastypen uppkommit i medelhavsländerna någon gång under medeltiden och därifrån spritts över Europa. För att få en uppfattning om rastypens historia har kynologer använt sig av hundavbildningar på målningar samt skriftliga källor.

#### Tidiga avbildningar
Historiska konstverk vittnar om att pudelliknande hundar tidigt var kända och spridda över stora delar av Europa:
Från 1400- och 1500-talen finns pudelliknande hundar som återkommande motiv i konsten i både Väst- och Sydeuropa. Det är främst på lejonklippningen de har identifierats. Exempelvis kan man bland andra hundar urskilja en som är slående lik en pudel på en av målningarna i sviten om Griselda, den trogna från Boccaccios Decamerone (jämför med talesättet pudeltrogen nedan). Den målades på 1490-talet av en okänd mästare verksam i den toskanska staden Siena. Tidigare har den målningen tillskrivits Pinturicchio från Perugia i Umbrien, som även han använde en pudelhund som motiv, på sin version av Herdarnas tillbedjan (1501). Pudelhundar förekommer på flera träsnitt och etsningar av tysken Albrecht Dürer, till exempel på Riddaren och knekten (1496–1497). Tidiga pudelmålare var även flamländaren Hans Memling, med Batseba i badet (1484). samt den okände målaren av Bröllopet i Kana från 1550-talet. Denna målning tillskrevs tidigare Hieronymus Bosch men man har upptäckt att den är målad av en efterföljare. Från 1526 är tysken Hans Burgkmairs träsnitt i serien Kejsar Maximilian I:s triumftåg, där man ser en glatt skuttande pudelhund i den trötta trossen. 1540 målade den tyske konstnären Lucas Cranach den äldre sin Jaktscen nära Hartenfels' slott där en lejonklippt vit pudelliknande hund syns tillsammans med många andra hundar.

#### Etymologi och skriftliga källor
Lejonklippta vattenhundar (canis aquaticus) beskrivs för första gången omkring 1553 av den schweiziske zoologen Conrad Gesner i Historiae Animalium. Gesners källa var Elisabet I av Englands livmedikus John Caius. John Caius beskrev vattenhunden utförligare när han 1570 publicerade det första försöket att systematisera olika hundtyper, De Canibus Britannicis, översatt till engelska 1576 (Of Englishe Dogges). Där använder han benämningen vattenspaniel och nämner hur han beskrivit lejonklippningen för Gesner. Han hänför vattenspanieln tillsammans med landspanieln och settern till fågelhundarna och betonar även vattenspanielns förmåga som finder (sökhund).
Märkligt nog är det på engelska en hund första gången kallas puddle i skrift 1643. I en pamflett om engelska inbördeskriget diskuterar två hundar det politiska läget. Den av hundarna som kallades puddle var tysk, kunde många konster och tillhörde prins Rupert av Pfalz, systerson till Karl I av England. Ordet puddle härstammar via medelengelskan från tyskans pfudel och har samma betydelse – pöl, särskilt lerpöl.
Ordet pudel kommer från tyskan. På tyska härleds rasnamnet pudel från det lågtyska verbet pudeln som betyder plaska. Pudel är en förkortning av pudelhund, i direktöversättning plaskhund. Av verbet pudeln har dialektalt på tyska bildats substantivet pfudel med betydelsen pöl (vattenpuss). Första gången ordet pudelhund är belagt på tyska är 1678, som tysk översättning av latinets canis aquaticus (vattenhund). Det är vad pudelhund syftar på från början – rastypen vattenhund.
Jämte latinets canis aquaticus, engelskans water dog och tyskans pudelhund, finns på franska två beteckningar för rastypen, en som syftar på hårlaget – barbet – och en som syftar på det viktigaste jaktbytet – caniche.
Första gången barbet omnämns som just storpälsad vattenapporterande jakthund är 1560 i jakthandboken La vénerie av Jacques du Fouilloux (cirka 1521–1580). På italienska heter pudel alltjämt barbone, vilket liksom det franska barbet helt enkelt syftar på den rikliga pälsen. Barba (italienska) och barbe (franska) står för skägg, samma ordstam som i barberare. Enligt en annan teori kan barbet istället härledas ur det franska verbet barboter som likt tyskans pudeln betyder plaska i vatten.
Det nuvarande franska rasnamnet caniche är en kortform av chien canard – vilket betyder andhund. Första belägget av caniche är från 1743 syftande på en tik av hundtypen barbet, vilket då blev synonymt med caniche men som är en betydligt äldre benämning. Äldsta belägget på franska är från 1215 i en version av djur-eposet Roman de Renart. Hundar kallade barbone omnämns även i Petrus de Crescentiis' italienska jordbrukshandbok Ruralia commoda från 1304–1309.
Att jämföra med lågtyskans pudel – plaska och tyskans pfudel – pöl, finns på franska talesätten "crotté comme un barbet" och "mouillé comme un barbet" ("blöt som en barbet" eller "nerslaskad som en barbet").

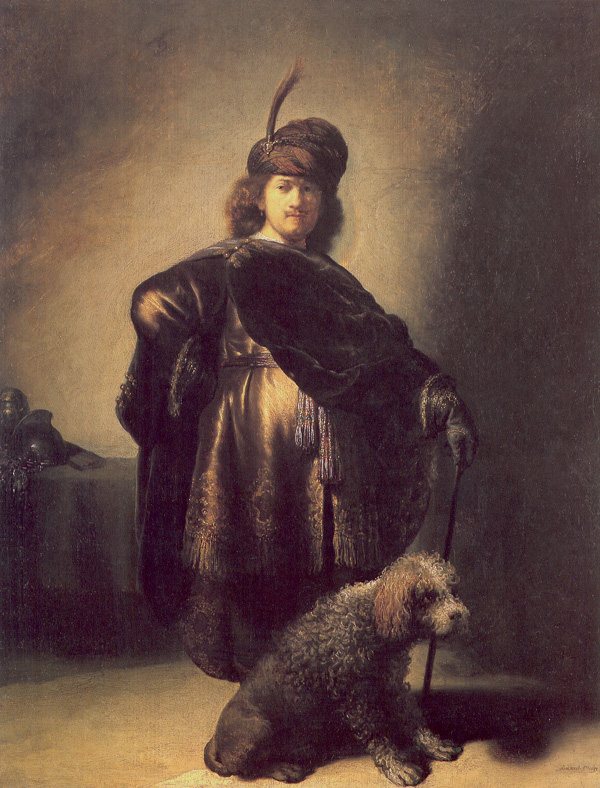
Självporträtt i orientalisk dräkt med pudel (1631) av Rembrandt.

### Släktskap
Pudeln är nära besläktad med raser från olika hörn i Europa: irländsk vattenspaniel; lagotto romagnolo (norditaliensk vattenhund; vattenhund från Romagna); barbet (fransk vattenhund); perro de agua español (spansk vattenhund) och portugisisk vattenhund (cão de agua portugués), som alla räknas till sektionen vattenhundar i rasgruppen stötande och apporterande hundar enligt FCI:s indelning. Numer har pudeln och de övriga vattenhundarna en gemensam rasklubb i pudelns hemland Frankrike, Club du Caniche de France et des Chiens d'Eau. Till de närbesläktade raserna hör även den engelska curly coated retrievern, liksom de utdöda Tweed Water Spaniel och English Water Spaniel.
Även när det gäller vilka ursprungliga raser som gett upphov till dagens vattenhundar och pudlar finns det två huvudteorier. Enligt den dominerande teorin härstammar de från de tidiga braquehundar, som gett upphov till både dagens stående fågelhundar, dagens stövare och dagens spaniel. En kortklippt storpudel liknar påfallande mycket en stövare till exteriören. Den ulliga pälsen skall ha kommit från inkorsning av ullhåriga vallhundar av centralasiatiskt ursprung, som kommit till Syd- och Mellaneuropa med ostrogoter under folkvandringstiden (400-talet – 550-talet); med magyarer till Ungern på 800-talet och möjligen med morer till Iberiska halvön på 700-talet.

#### Pudel och vallhundar
Enligt den andra teorin härstammar vattenhundarna främst från vallhundarna. Såväl perro de agua español som Frankrikes barbet har för övrigt använts till att valla får. På motsvarande vis har den ungerska vallhunden puli också använts till vattenapportering.
Denna ursprungliga centralasiatiska vallhund representeras idag av den tibetanska terriern (trots sitt västerländska namn är den inte någon terrier; i hemlandet Tibet kallas den för övrigt dhokhi apso – utomhushund). Den mest kända av dessa vallhundsraser är pulin. I Tyskland finns schafpudel (i översättning vallpudel eller herdepudel), en ålderdomlig vallhund som inte är erkänd som självständig ras. Den står nära den holländska vallhunden schapendoes, och dess eventuella släktskap med den tyska pudeln är okänt, men den nämns ofta tillsammans med pudeln i hundlitteraturen. I deltaområdet Camargue i södra Frankrike finns vallhunden berger de Crau vars exteriör och päls är mer lik pudelns. Berger de Crau är inte heller erkänd som egen ras, men hundar av denna typ har använts vid återskapandet av barbeten som inleddes på 1970-talet.
I äldre kynologisk litteratur görs inte alltid skillnad på pudel/barbet och vallhundar med liknande drag. 1751 beskrivs pudeln tillsammans med vad som kan vara puli av den tyske kynologen Carl von Heppe (1686–1759):
| ”                                                                                    | Pudeln är även känd som barbet på grund av sin myckna och vågiga päls. De är egentligen ungerska vattenhundar, rikligt krus- och filthåriga och korpsvarta. De är undersätsiga kraftiga medelstora hundar, med ullbehängda huvuden som en sökhund och de bär svansen högt som en hönshund. De har fått rykte om sig att gärna gå i vatten för att hämta allt som där är, vare sig det är nedskjutet eller kastat, även om det så är stenar. | „ |
| – Carl von Heppe, Aufrichtiger Lehrprinz oder Praktische Abhandlung von dem Leithund | |   |

Det var den med von Heppe samtida tyske jaktförfattaren Heinrich Wilhelm Doebel (1699–1746) som i sin Jäger-Practica (1754) först framförde teorin om pudelns och vattenhundarnas asiatiska ursprung. En tredje tysk jaktskribent från samma tid, Johann Friedrich von Flemming (1670–1733) skriver i Der vollkommene teutsche Jäger utgiven 1749 om vattenhunden som en korsning mellan hound och den lurviga vallhunden budel; dessa klipps på delar av kroppen för att simma bättre; fransmännen kallar dem barbet.

#### Pudel och barbet

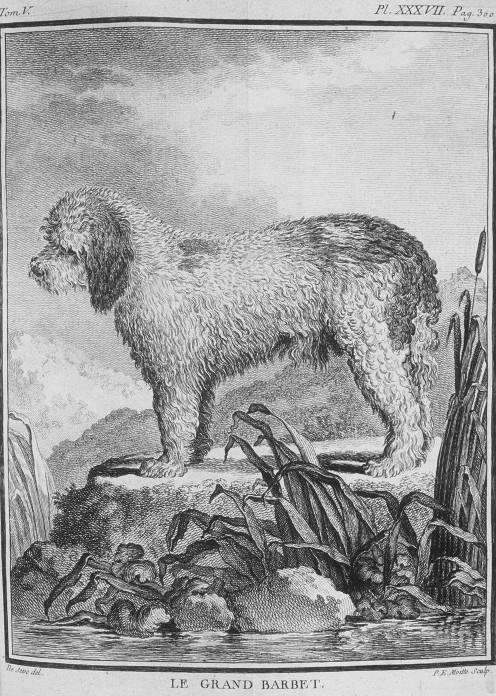
Stor barbet från Buffons naturalhistoria, mitten av 1700-talet.

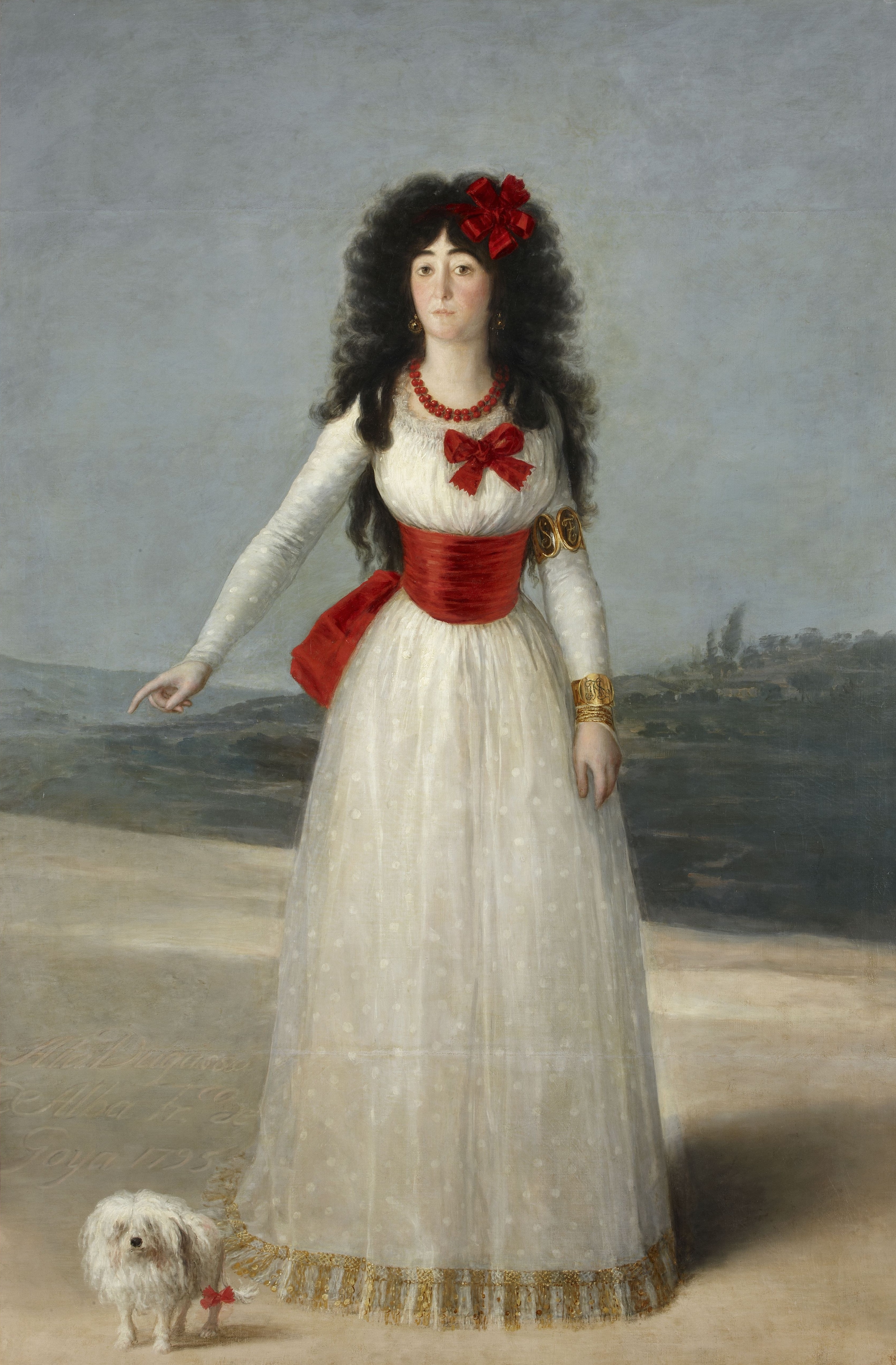
La duquesa de Alba (1791) av Francisco de Goya. Tavlan omtalas både angående pudelns och bichonernas historia.

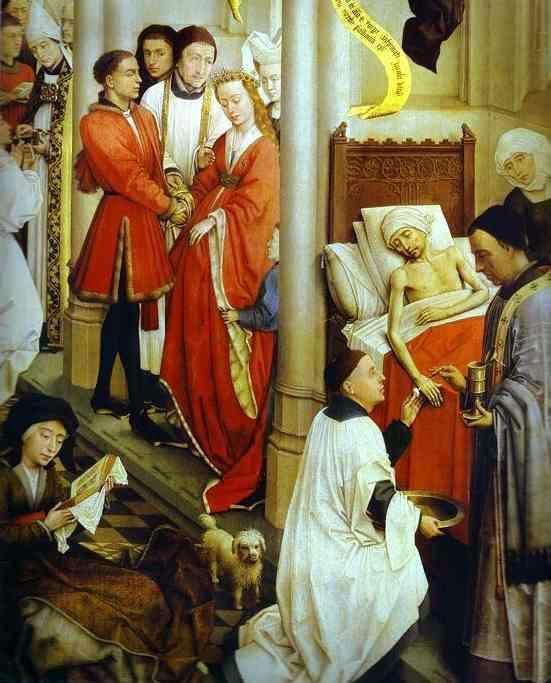
En dvärgpudel eller bichon på altartavlan De sju sakramenten (cirka 1445–1450, detalj) av Rogier van der Weyden (cirka 1400–1464).

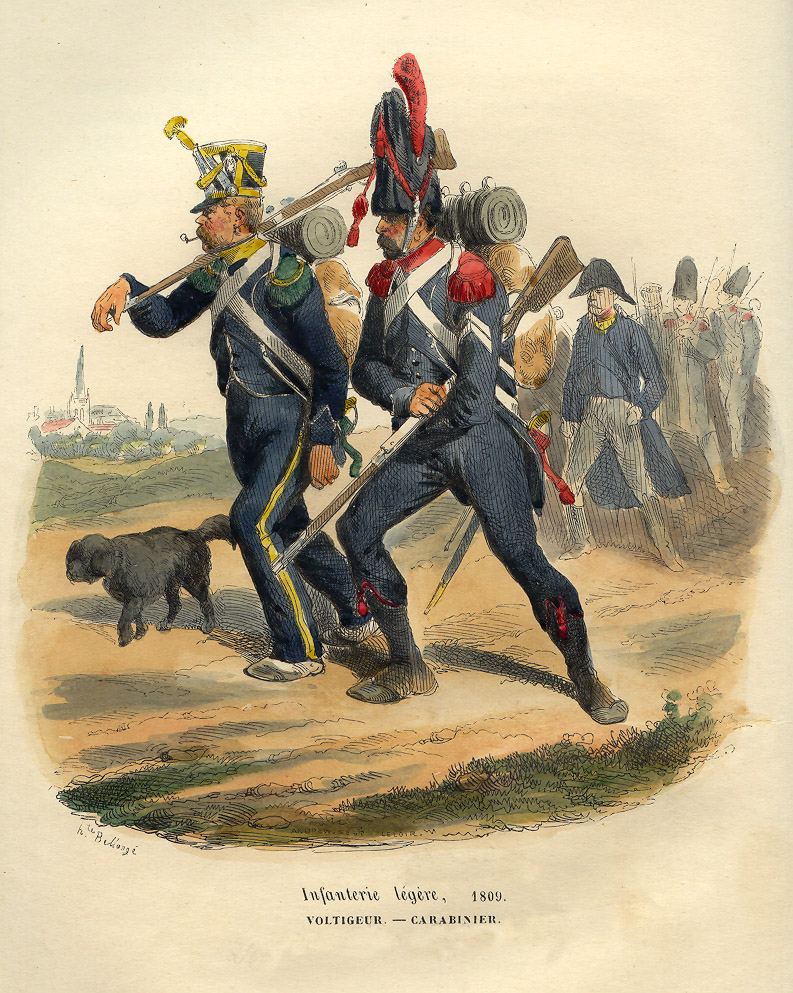
En pudel på fälttåg med Napoleons La Grande Armée 1809. Litografi från 1843 av Hippolyte Bellangé (1800–1866).

Hur de olika typerna av vattenhundar skiljts åt och blivit raser i modern mening är en lång process, där lokala egenheter renavlats. En process som fullbordades först i och med att rasstandarder och stamböcker upprättades under 1800- och 1900-talen. I ett lexikon om jakthundar från 1803, The Sportman's Cabinet av engelsmannen William Taplin (cirka 1740–1807), är det tydligt att författaren inte gör skillnad på vattenspanieln på Brittiska öarna och på den franska motsvarigheten som han också kallar vattenspaniel. Barbet och caniche användes i Frankrike som synonymer för samma slags hund ända till de första hundutställningarna i slutet av 1800-talet.
Mot slutet av 1600-talet definieras barbeten närmare av de första franska lexikograferna. I Dictionnaire universel 1684/1690 (postumt) beskriver Antoine Furetière barbet som lockhårig jakthund och i första upplagan av Franska Akademins ordbok Dictionnaire de l'Académie française 1694 beskrivs den som lockhårig vattenhund. Begreppssamlaren François-Alexandre Aubert de La Chesnaye Des Bois (1699–1784) skriver 1759 i Dictionnaire raisonné universel des animaux om hur barbeten lejonklipps för att klara vattenarbetet.
Den italienske abboten Francesco d’Alberti di Villanuova (1737–1801) definierar 1771 i Nuovo dizionario italiano-francese barbet och pudel som "odiskutabelt oskiljbara". Sin första utförliga beskrivning som jagande vattenhund får barbeten i volym 15 av Georges-Louis Leclerc de Buffons stora naturalhistoria Histoire naturelle, générale et particulière (1749–1788). Buffon skriver att barbeten skiljer sig från spanieln genom storleken och sin rikliga, lockiga päls. Han skriver också att den finns som större och mindre och att den ursprungligen kommit från Nordafrika ("Barbariet") via Spanien. Det är Buffon som är upphovsman till teorin om det afrikanska ursprunget, som skäl anger han att hårlaget skulle höra hemma i det klimatet.
Barbeten av idag (även kallad epagneul barbet, barbet spaniel och fransk vattenspaniel) kan beskrivas som en oförädlad pudel, eller en pudel som rekonstruerad lantras. Den räddades från att dö ut på 1970-talet, när entusiaster påbörjade målinriktad avel med de sista spillrorna för att restaurera rasen. Liksom pudeln har den främst använts som vattenapporterande jakthund.

#### Pudelkorsningar
- Bichon. Barbeten anses tillsammans med den mycket gamla italienska dvärghunden malteser vara ursprung till de olika dvärghundarna av bichontyp. Dessa kallades ursprungligen för barbichon, det vill säga liten barbet och har även de medeltida anor.[28][66]
- Pudelpointer är en stickelhårig pointer/vorsteh, framavlad på 1880-talet av den tyske baronen Sigismund von Zedlitz und Neukirch (1838–1903), delvis med inkorsning av pudlar. När man korsar en släthårig hund med en ullhårig så kan man få en stickelhårig.[29][58][67]
- Griffon à poil laineux (Griffon Boulet) är ytterligare en stående fågelhund som avlats fram med inblandning av pudel/barbet och som i sin tur använts vid restaureringen av barbeten.[50] Enligt vissa teorier uppkom den stickelhåriga griffontypen som helhet på 1600-talet genom korsning mellan barbet och braquehundar.[68]
- Cockapoo (eller cockerpoo) är framförallt i USA en populär korsning mellan cocker spaniel/amerikansk cocker spaniel och pudel.[66]
- Labradoodle är en korsning mellan pudel och labrador retriever. Idén föddes i Australien 1989 för att få fram en ledarhund för allergiker. Labradoodle används även som service- och terapihund.[66]
- Silkespudeln finns inte. Att kalla en hund så är ett klassiskt bondfångeri av hundskojare för att kränga dvärghundar av blandras.[14]

### Spridning och popularitet
Genom flera århundraden var barbeter och pudlar populära hos franska regenter. Både Henrik II, regent 1547–1559 och Henrik IV, regent 1589–1610, är omtalade för att ha använt barbeter vid fågeljakter. Lejonklippta småbarbeter/småpudlar var mode vid hovet från Ludvig XIV:s regeringstid till Ludvig XVI:s, regent 1774–1792. Pudlar följde de franska arméerna som maskotar under revolutionskrigen och Napoleonkrigen. Napoleon berättade i sina memoarer om den rörande synen av en pudel som dödades medan den slickade sin stupade husses ansikte under slaget vid Marengo år 1800. Det finns åtskilliga skrönor om dessa förslagna och handlingskraftiga armépudlars bedrifter i fält, en av de mest kända var Moustache som förärats en egen stele på Cimetière des Chiens i Asnières-sur-Seine utanför Paris. Till Ryssland tros pudeln ha förts av tsar Peter I efter hans europeiska resa 1697–1698. I Storbritannien blev drottning Anne, regent 1702–1714, förtjust i pudlar efter att ha sett cirkustruppen "The Ball of Little Dogs" ledd av en mr Crawley. Mot slutet av 1700-talet använde Francisco de Goya gärna småpudlar som attribut på sina porträttmålningar.

#### Pudeln i Skandinavien
Första gången pudeln nämns på svenska är 1771. Men redan 1753 beskriver Carl von Linné vad som verkar vara en pudel eller vattenhund i skriften Cynographia eller Beskrifvning om Hunden, men kallar denna då dogg:
| ”                                                          | Dogg, som eljest kallas Ängelsk, kjännes tydeligen från andra af sina krusiga hår, som likna ull, är allmänast swart til färgen. Som denne är mer lärachtig och trogen, så brukas han af krämare på resor; han gjör ock bästa tjänst i watten. | „ |
| – Carl von Linné, Cynographia eller Beskrifvning om Hunden | |   |

I Danmark fick pudeln sin första beskrivning 1776 i ett zoologiskt lexikon av naturforskaren Otto Friedrich Müller:
| ”                                                  | Puddelhund. Hund af en særlig lang- og uldhaaret race (som hushund ofte tætklippet paa (en del af) kroppen og benene), kendt for sin hengivenhed og klogskab. | „ |
| – Otto Friedrich Müller, Zoologiæ Danicæ Prodromus | |   |

På svenska gjorde förläggaren Johan Christopher Holmberg den första utförligare beskrivningen 1795:
| ” | Pudel. Hund av en medelstor, för sin tillgivenhet o. klokhet känd hundras, tillhörande herdehundarnas grupp o. utmärkande sig gm runt huvud, spetsig nos, breda o. hängande öron, kort, undersätsig kropp o. gm vanl. svart l. vit (ofta på benen o. en del av kroppen kortklippt l. rakad) ullig o. lockig päls; förr äv. använd vid jakt på vattenfågel. | „ |
| – Johan Christopher Holmberg, Fransyskt och svenskt lexicon. Parallèle des langues françoise & suédoise | |   |

I Danmark hölls pudlar under 1800-talet som gårdshundar för att hålla efter råttor. Pudeln var även populär bland rika som kunde låta tjänstefolket sköta pälsvården. I Sverige och Norge var det först under det sena 1800-talet pudeln gjorde sitt varaktiga intåg. Någon betydelse som jakthund har den aldrig haft i Norden, men som utställningshund visades den redan på Konungens jaktklubbs hundutställning 1886 (tre år innan Svenska Kennelklubben (SKK) bildades, då även blandrashundar fortfarande kunde ställas ut). I ringen Mopsar, King Charles-hundar, Levretter, Pudlar o.s.v. inom gruppen Sällskapshundar visades tre pudlar; en vit och två svarta, varav den ena var tysk, de andra två utan uppgift om härkomst. Dessutom visades en silkespudel, en half-pudel och en som kallades King Charles hund/fransk silkespudel. I Norge ställdes den första pudeln ut 1909. Det dröjde länge innan någon nämnvärd avel kom igång. Efterfrågan tillfredsställdes främst genom import, i första hand från Tyskland. Men även från Frankrike och Spanien kom tidiga pudlar till Norden.
Svenska Pudelklubben (SPK) bildades 1942, åtföljd av Pudelklubben i Danmark 1948, Norsk Puddelklubb (NPK) 1956 och Suomen Villakoirakerho i Finland 1962. Mellan de nordiska länderna finns ett omfattande utbyte kring avel och utställningar. Efter andra världskriget ökade pudelns popularitet stort. Import från Storbritannien har funnits sedan början av 1900-talet, under efterkrigstiden blev denna import den dominerande. Pudelstammen i Norden har sedan dess framförallt byggts på brittiska importer, med tillskott under de senaste decennierna av amerikanska pudlar. Det finns inte några gamla inhemska blodslinjer kvar, men aveln har varit internationellt framgångsrik, pudlar har även exporterats.

## Egenskaper

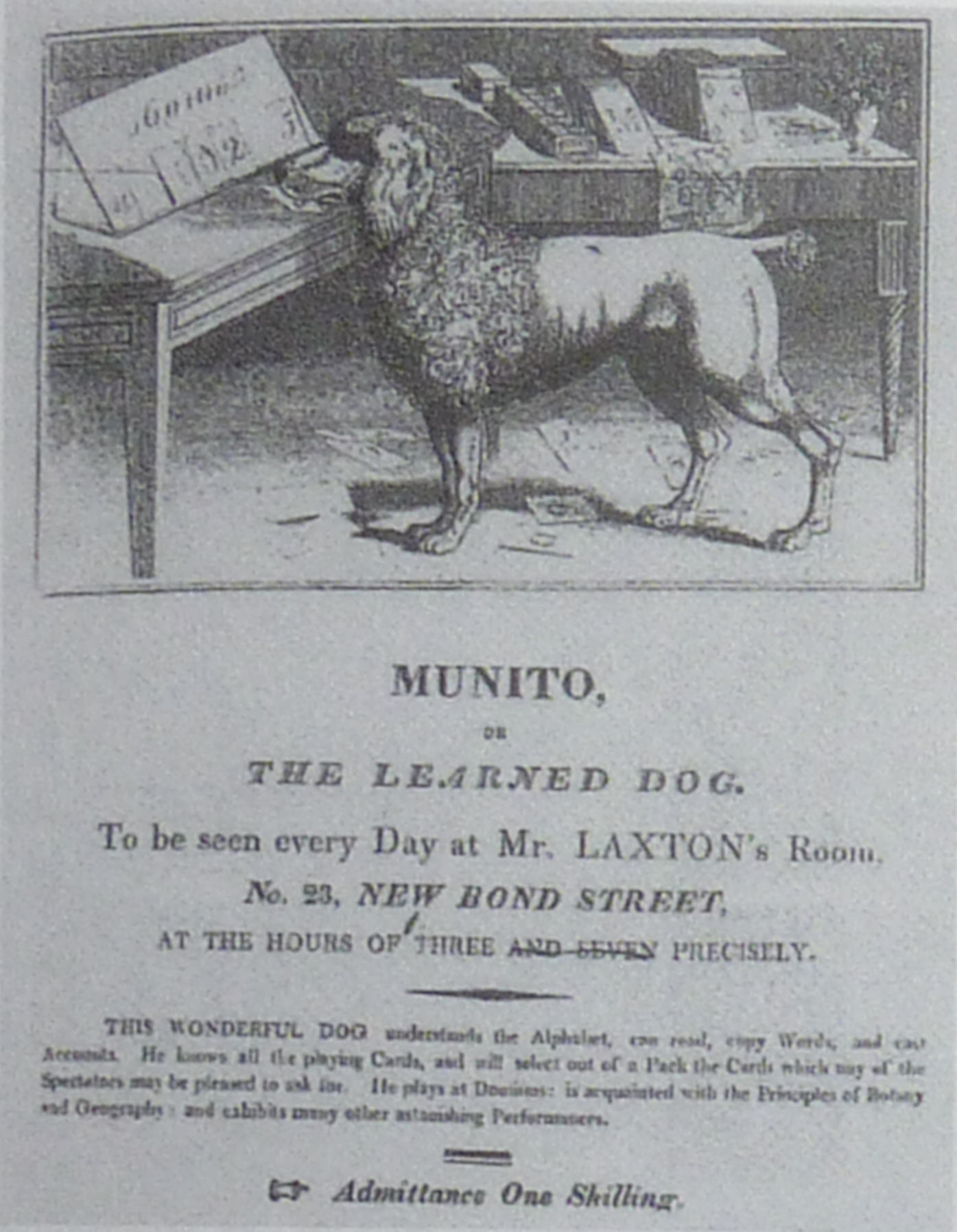
Det finns många historier om pudlar som uppträtt med inlärda räkne- och korttrick. Italienaren Castelli turnerade under slutet av 1800-talet med pudeln Munito.

Genom hela sin historia har pudeln omtalats för sin intelligens och påhittighet. Den har lätt för att lära och är road av att göra det. Intelligensen är inskriven som krav i standarden. Dessutom är den nyfiken, lekfull, social och välvilligt inställd till människor, liksom till andra hundar och djur. Den är utmärkt som familjehund, eftersom den i allmänhet fungerar bra tillsammans med barn. Pudeln är en mångsidig hund, som kan lära sig att utföra vitt skiftande uppgifter, bara den får uppskattning. Det är en smidig, spänstig, aktiv och uppmärksam hund som kräver mycket motion och regelbundna utmaningar.
1994 publicerade Stanley Coren, en kanadensisk neuropsykolog specialiserad på hundar, en undersökning av olika hundrasers intelligens, The Intelligence of Dogs. I detta 12-stegstest hamnade pudeln som nummer två av 110 undersökta raser. Av de tio högst rankade raserna är åtta antingen vallhundar eller vattenapporterande hundar, det vill säga raser som avlats fram för att utföra komplicerade uppgifter i nära samarbete med sin förare på stora avstånd.

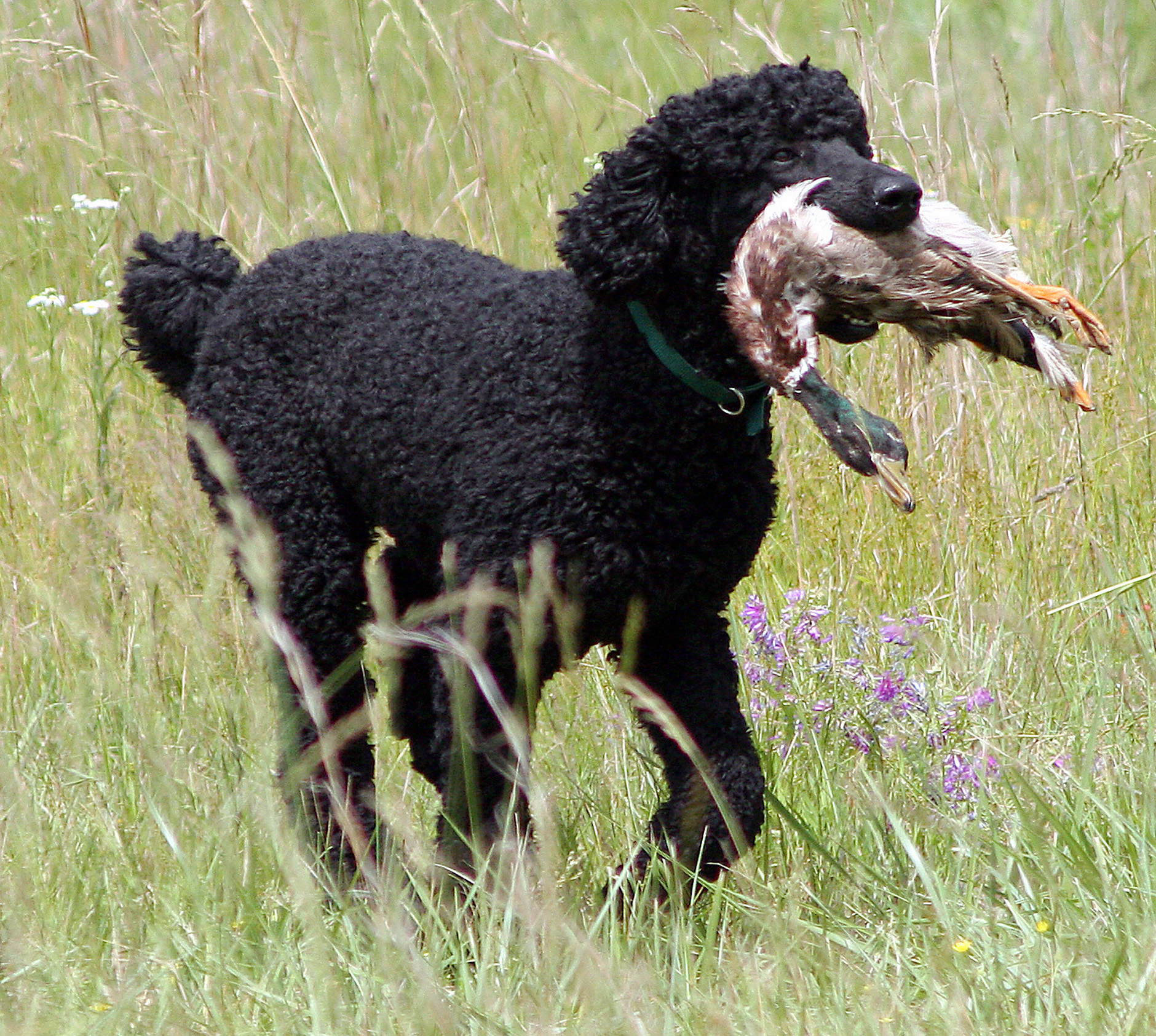
En storpudel som apporterar en skjuten gräsand.

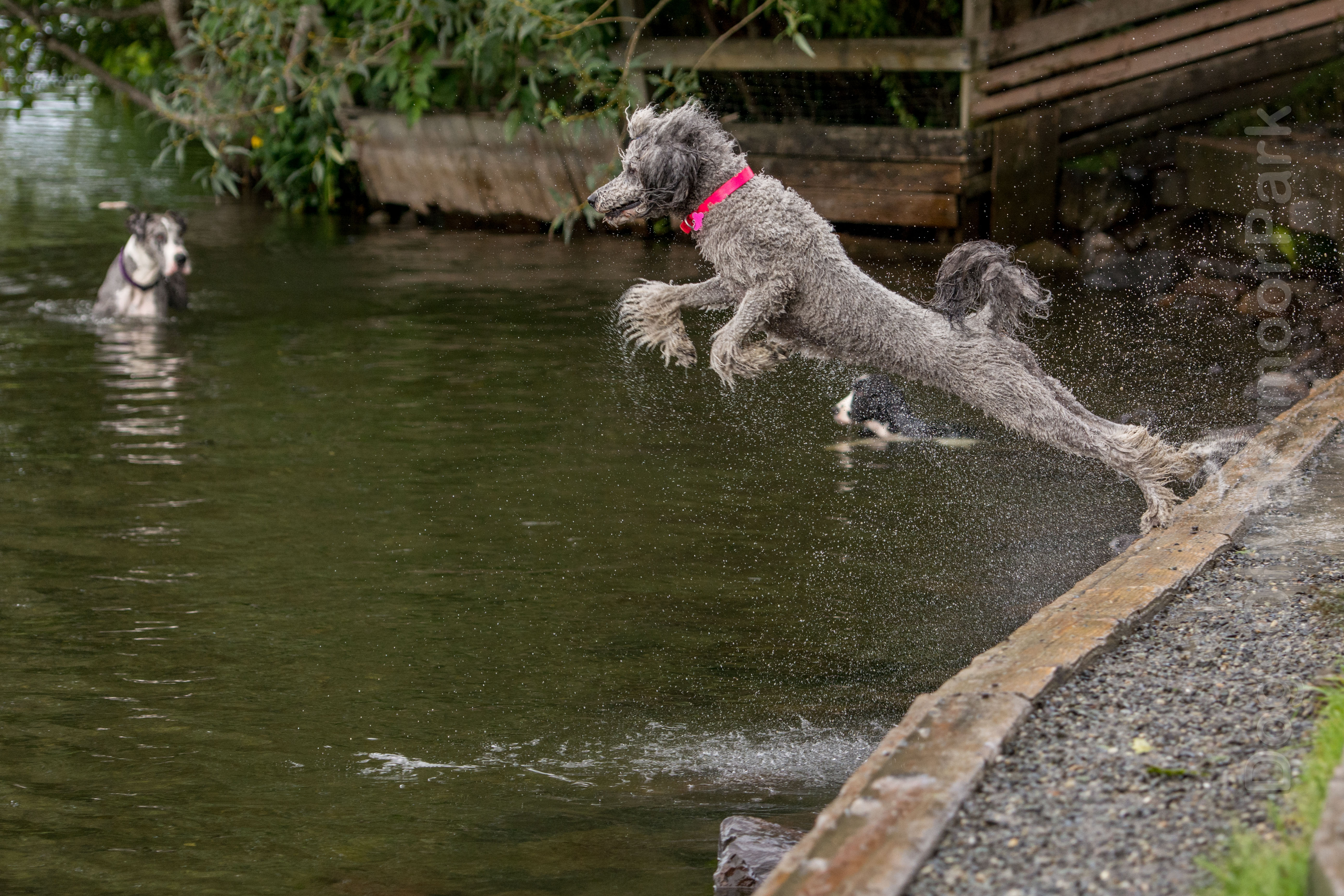
En pudel kastar sig i vattnet.

### Apport
Nordamerikanska kennelklubbar organiserar motsvarande retrieverprov för pudlar: American Kennel Club (AKC), dit The Poodle Club of America är ansluten samt Canadian Kennel Club (CKC) som båda samarbetar med FCI. Detta innebär att amerikanska pudlar med jaktprovsmeriter kan registreras i FCI-länderna. Den mindre av de båda amerikanska kennelklubbarna, United Kennel Club (UKC), klassar till och med storpudeln som fågelhund (Gun Dog), men dessa kan inte registreras i FCI-länderna, de utgör alltså en helt egen population.
Så sent som 1867 behandlades pudelns jaktegenskaper utförligt i ett standardverk av den brittiske kynologen John Henry Walsh (1810–1888). Walsh skyller det minskade bruket av pudeln som vattenhund på den utbredda utdikningen av våtmarkerna. 1891 skriver amerikanen W. R. Furness i standardverket American Book of the Dog att pudeln fortfarande är den vanligaste apporterande hunden i Tyskland och 1894 skriver Rawdon Briggs Lee (1845–1908) i sitt standardverk A History and Description of the Modern Dogs of Great Britain and Ireland att pudeln inte längre används som vattenhund i Storbritannien men däremot på kontinenten. Fortfarande 1932 behandlades pudeln tillsammans med retrievrar och spanielar i det då stora svenska hundlexikonet, Rashundar i ord och bild av Carl O. M. P. Leuhusen. Ända in på 1900-talet användes pudlar vid andjakt i Frankrike. Till pudelns egenheter hör att den har simhud mellan tårna.
Liksom den portugisiska vattenhunden har pudlar brukats av fiskare på båtar för att hämta redskap i vattnet. Under medeltiden var en viktig uppgift för den här typen av hundar att apportera pilar vid strid och jakt. Under 1800- och 1900-talet har pudeln använts som rapporthund i krig.
Trots över 100 års förädling som utställningshund är dagens pudlar fortfarande begivna på vattenapportering. Men av vattenhundarna är det endast american water spaniel, irländsk vattenspaniel, barbet och wetterhoun som får tävla i jaktprov för retriever. Dock ingår apportering som moment i lydnadsprov där pudlar är framgångsrika och dessutom finns ett särskilt apporteringstest där alla hundar oavsett ras får delta.

### Sök och spår
I likhet med den norditalienska släktingen lagotto romagnolo har pudeln länge använts som tryffelhund. I Sverige har det blivit populärt att öva hundar i att hitta kantareller, något pudeln är väldigt lämpad för.
För en bra sökhund räcker det inte med ett utvecklat luktsinne, hunden måste också ha god samarbets- och kommunikationsförmåga. I bland annat Frankrike används pudlar som polishundar för att söka till exempel narkotika, mögel och sprängämnen. Allt fler pudlar har på senare år varit framgångsrika i bruksprovsgrenarna sök och spår, liksom i viltspårprov (som går ut på att spåra skadat eller dödat vilt).

### Cirkus, agility, lydnad

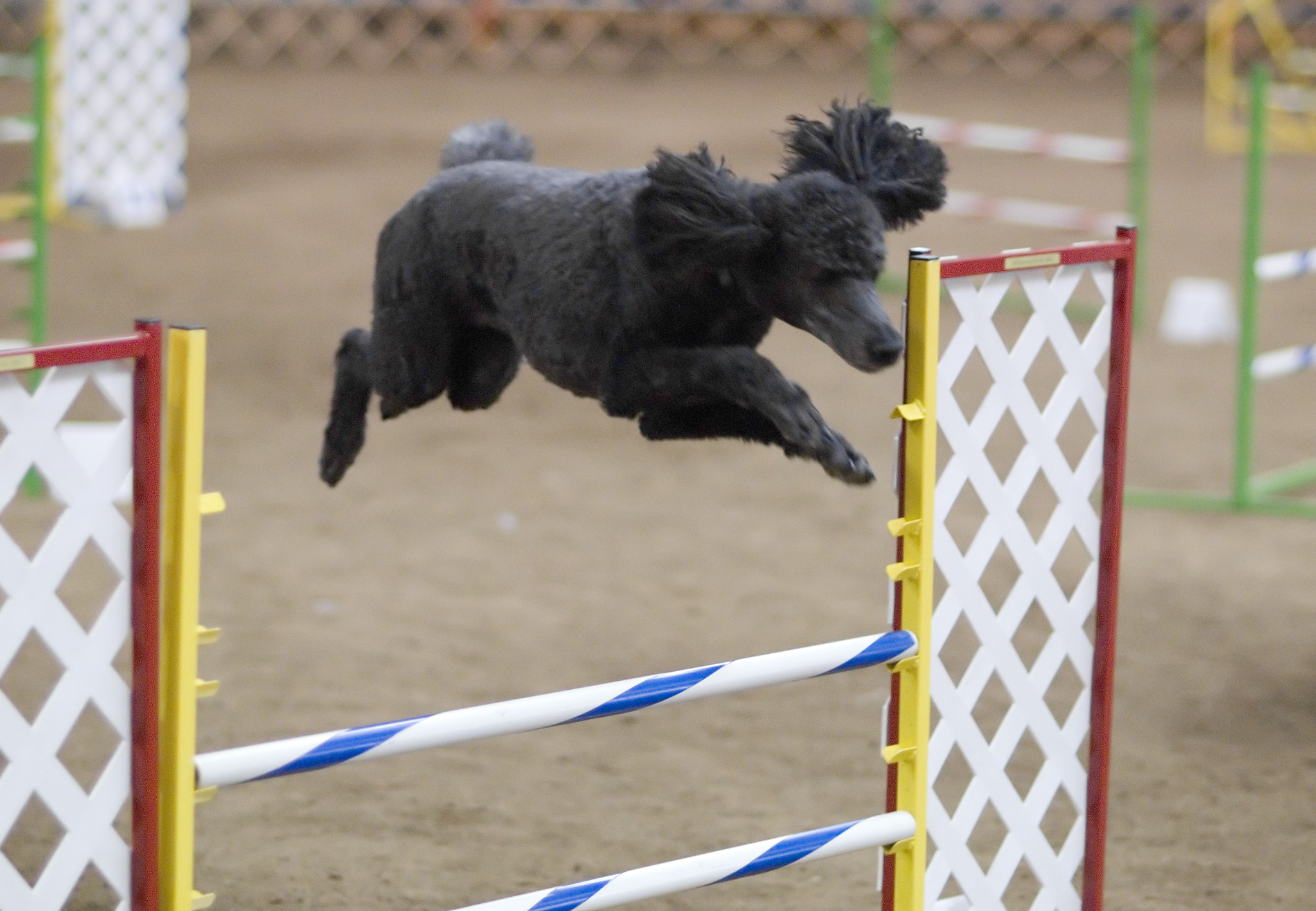
En storpudel tävlar i agility.

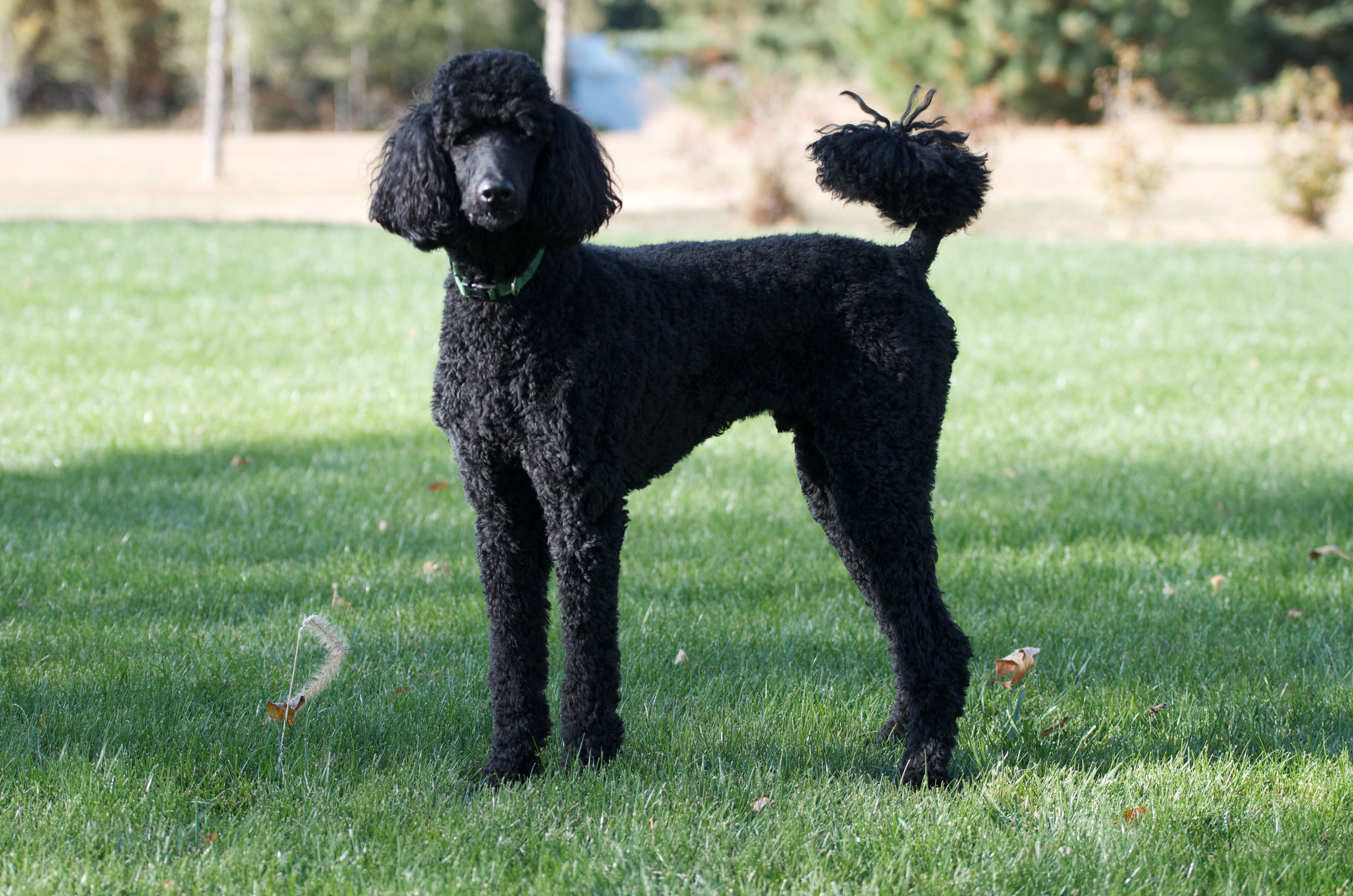
Svart storpudel i vardagsklippning.

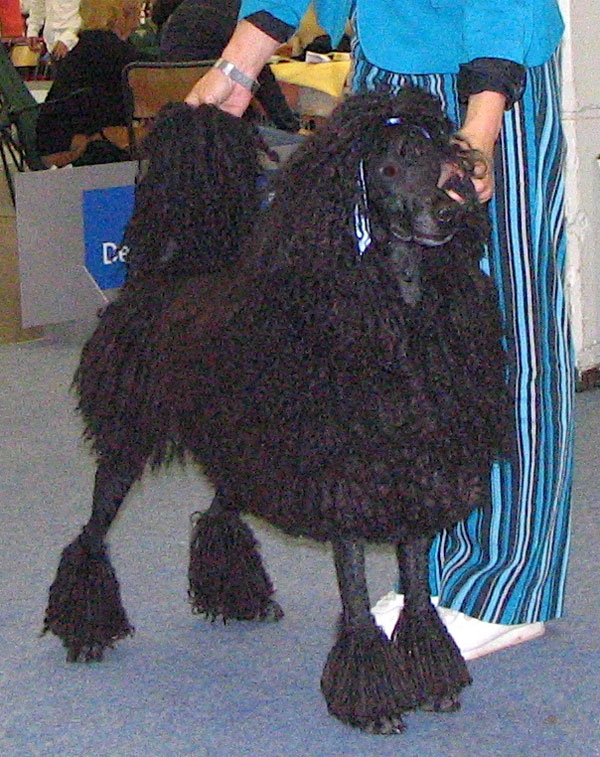
En stor snörpudel som dessutom är lejonklippt.

Förutom sin förmåga att lära sig nya saker är pudeln ovanligt förtjust i uppmärksamhet. Från 1700-talet blev den vanlig som cirkushund. Idag syns detta arv i framgångar på tävlingsbanan i lydnadsprov och agility (hinderbanor för hundar). Nya användningsområden är som ledarhundar, terapihundar och servicehundar. De senare skall kunna hjälpa sina hussar och mattar med vardagliga saker som att öppna dörrar och lådor, trycka på knappar, hämta telefonen när det ringer med mera.

## Utseende
Pudeln skall vara harmoniskt och proportionerligt byggd, med lätt och fjädrande gång. Pudel är en hund helt utan extrema, framavlade karaktärsdrag. Den moderna förädlade pudeln är dock märkbart smäckrare och elegantare än den mer ursprungliga barbeten. Hunden bär ofta svansen högt. Pudelns svans har traditionellt kuperats, vilket är förbjudet i Sverige. Nostryffeln brukar vara svart; bruna pudlar har ibland brun nostryffel. Ögonen är mörka. Öronen är högt ansatta och hängande.
Valpar har ett mjukare, vågigt hårlag. Det kraftiga, långa, lockiga håret börjar växa ut senare hos den vuxna hunden. Pudlar som inte ställs ut är i allmänhet klippta i bekväma vardagsfrisyrer. Den ulliga, lockiga pälsen saknar underull och fäller aldrig utan växer ständigt. Vissa allergiker klarar av att ha just pudel, men detta innebär inte att pudeln är helt allergisäker. Pudlar måste klippas regelbundet och kräver en hel del pälsvård i form av kamning, borstning och badning. Pälsen är vattenavstötande, pudeln blir alltså inte blöt inpå kroppen när den simmar.

### Klippning
Lejonklippningen kom till eftersom den var praktisk för arbete i vatten. Den päls som kunde hindra hundens rörelser klipptes bort, medan pälsen runt bröstkorg och leder sparades för att skydda dessa mot kyla och väta. Hårbollen på svansen var till för att pudeln lättare skulle synas i vattnet. Fortfarande är även den portugisiska vattenhunden traditionellt lejonklippt. Den finns i två pälsvarianter, varav den mer ovanliga har samma ullpäls som pudeln.

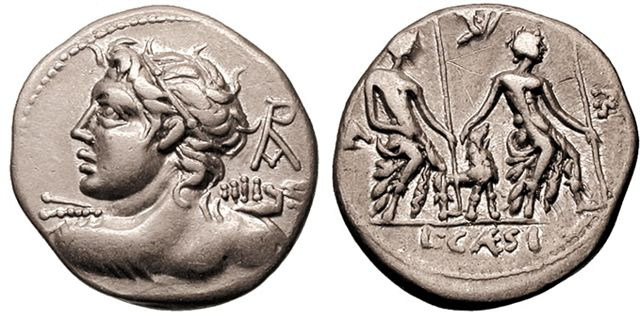
En denarius präglad åt Lucius Caesius cirka 112–111 fvt.

Redan från den romerska antiken finns avbildningar av lejonklippta hundar. Men det var alltså flera århundraden innan pudelns förfäder antas ha kommit till Europa och man vet inte vad romarna hade för syfte med att lejonklippa hundar eller avbilda hundar så. Bland annat finns en denarius präglad åt Lucius Caesius cirka 112–111 fvt och en väggmålning från Casa degli Epigrammi greci i Pompeji som förstördes år 79.
Det finns fem godkända utställningsfrisyrer: varianter av den klassiska lejonklippningen, den så kallade toilette moderne eller toilette 60 samt second puppy. Lejonklippningen finns i tre tillåtna versioner: kontinental, som är den klassiska, engelsk som har ett fluffigt parti även på bakstället och amerikansk som har extra bollar på bakstället. Toilette moderne är en elegantare lammklippning. Under olika perioder har fri klippning tillämpats i olika länder. Enda formella kravet var att det någonstans fanns tillräckligt mycket päls för att kvaliteten skulle kunna bedömas. Genom tänjning av reglerna har det uppstått modevarianter: valpklippning som är en mellanform mellan toilette moderne och lejonklippning och ur denna har sin tur skapats den skandinaviska klippningen second puppy. Den senare uppkom i Norge under mitten av 1980-talet och har fått internationell spridning, trots att kritiker menar att den är både oanatomisk och ohistorisk.
Dessutom finns den varianten snörpudel som uppstod i Tyskland under 1800-talet. Formellt är denna frisyr också godkänd på utställning, men existerar knappast i praktiken, eftersom den är mycket svår att åstadkomma. Förr när snörpudeln var vanligare kallades den vanliga frisyrvarianten för ullpudel eller angorapudel. I England under slutet av 1800-talet var snörpudeln den populäraste på utställning och det var nästan omöjligt för en ullpudel att tilldelas championat. Mellan 1904 och 1910 hade de båda varianterna separata klasser.
Till vardagsfrisyrerna hör lammklippning, terrierklippning och karakulklippning, med de två senare sparas hundarnas morrhår som är ett sinnesorgan. Enligt FCI:s standard får mustaschen sparas vid alla frisyrvarianter och vid lejonklippning föreskrivs mustasch rentav, men det förekommer nästan inte alls i Norden. Seden att raka bort morrhåren uppstod i Storbritannien vid mitten av 1800-talet, medan man i Frankrike och Tyskland behöll mustaschen.

### Färger
Tidigare var endast sex färger är erkända inom den internationella hundorganisationen FCI: svart, vit, brun, silver, aprikos och röd. Silver erkändes 1966, aprikos 1977 och röd 2007. Sedan 2024 räknas aprikos och röd som samma färg, aprikosröd och silver kallas grå. Färgerna skall vara rena och vita tecken på till exempel bröst, nos eller tassar är "högst oönskat". I Storbritannien, USA och andra anglosfära länder är alla rena färger tillåtna. Tidigare tillämpades denna färgstandard även i Skandinavien, då registrerades färger som blå, crème och silverbeige.
Flerfärgade pudlar har länge erkänts av tyska pudelklubbar och kallas Neufarben. De tillåtna varianterna var Harlekin (vit med oregelbundna svarta fläckar) och Phantom ("black and tan", svart med regelbundna ljusare partier från rostbrunt till crème eller grått). Den franska kennelklubben Société centrale canine (SCC) motsatte sig detta och började 2021 registrera flerfärgade pudlar i en ny ras, chien pluricolore à poil frisé. Från och med 1 augusti 2024 erkänner dock FCI som helhet flerfärgade pudlar som pudlar, vilket gäller även i Sverige. Detta innebär att det numera finns hela sexton godkända färgvarianter. Harlekinvarianten kan vara vita med fält i vilken som helst av de fyra övriga godkända färgerna. En variant av harlekinteckningen är pudlar med s.k. "mantel" eller "smoking", det vill säga i huvudsak svarta eller bruna med vita tecken på bröst och ben samt ibland på nos och svanstipp. Tantecknade pudlar kan vara svarta eller bruna med tantecken i ljusare färg, dock inte vitt. Trefärgade pudlar är också tillåtna, det vill säga sådana som är både harlekintecknade i vitt och svart samt med tanteckning. Dessutom godkänns numera brindle-färgade pudlar samt harlekintecknade med fält i brindle.
Den konkurrerande amerikanska kennelklubben United Kennel Club (UKC) registrerar sedan januari 2024 flerfärgade pudlar som egen ras, Multi-Colored Poodle. Då UKC inte har något samarbete med FCI eller dess medlemsklubbar utgör dessa flerfärgade pudlar en egen population.
Enligt standarden skall hudfärgen harmoniera med pälsfärgen, dessa kan nämligen skilja sig åt. Färgerna nedärvs enligt ett mycket komplicerat mönster, som kan vara svårt att förutse.

### Galleri

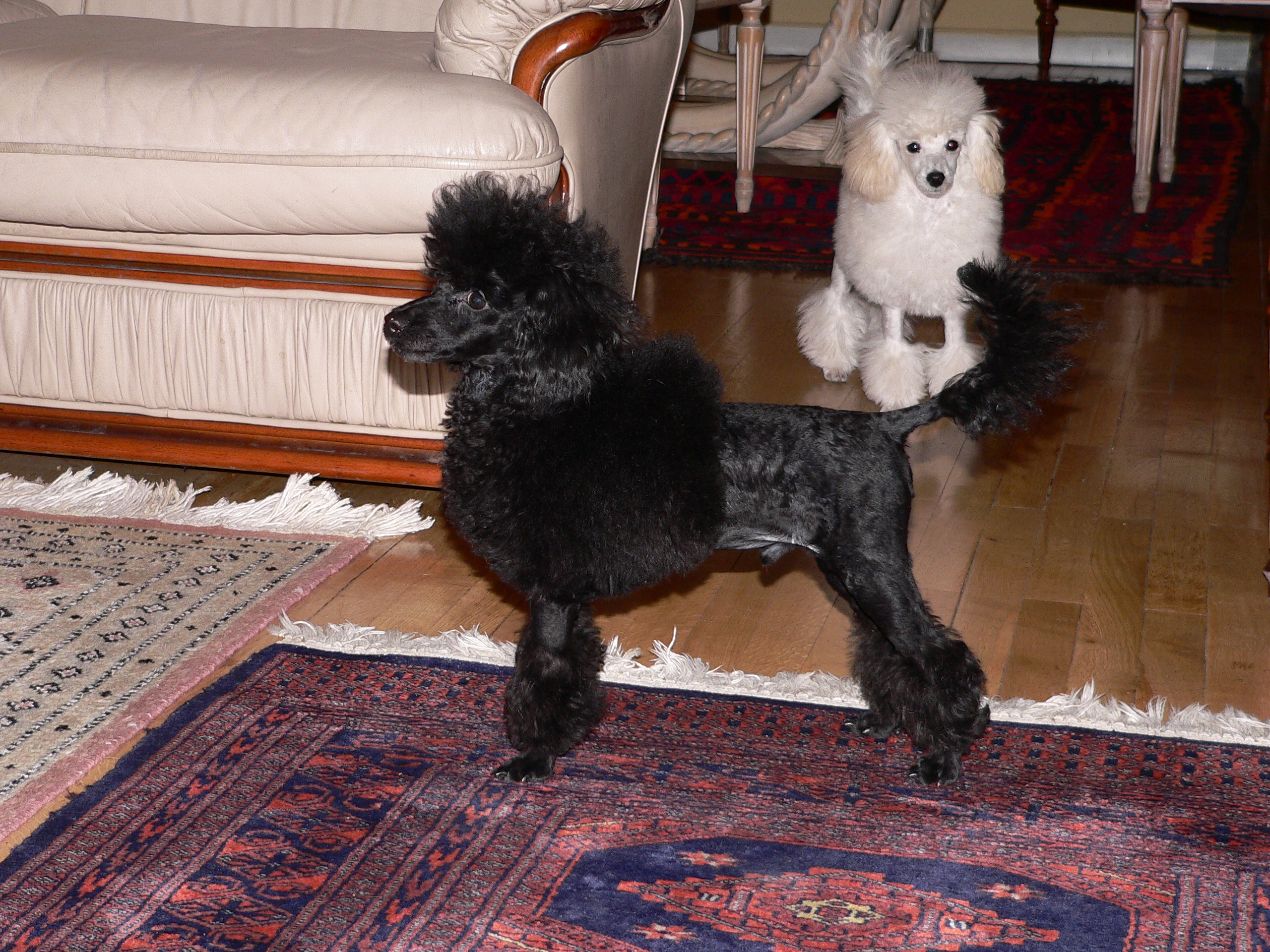
En svart och en vit toypudel i kontinental lejonklippning.
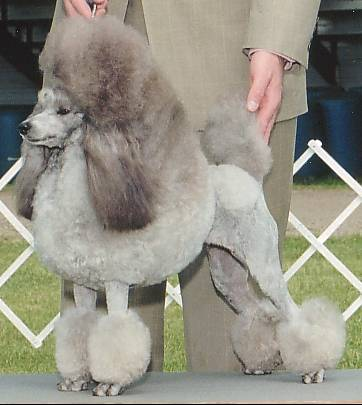
Grå dvärgpudel i amerikansk lejonklippning.
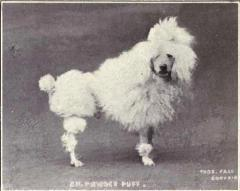
Vit dvärgpudel med engelsk lejonklippning (från 1915).
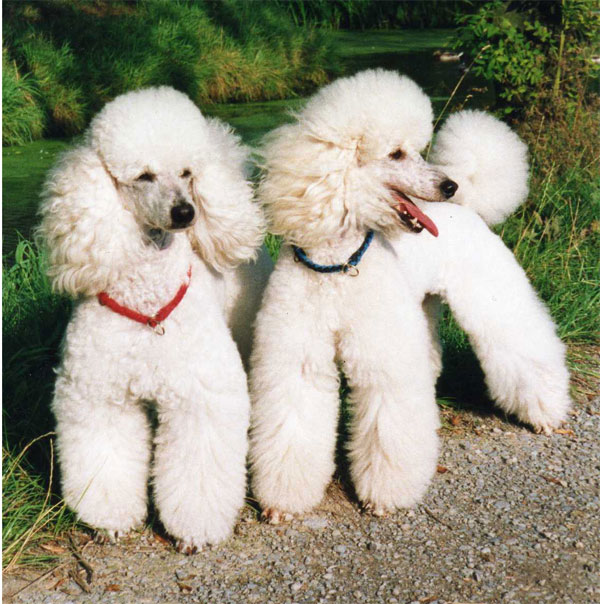
Vita mellanpudlar med klippningen toilette moderne.
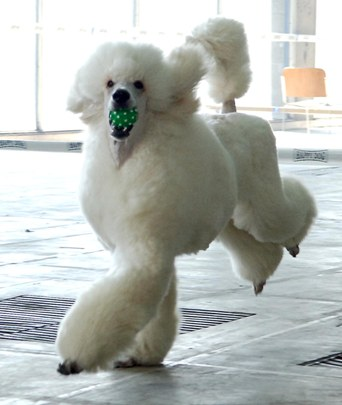
Vit storpudel i den skandinaviska klippningen second puppy.

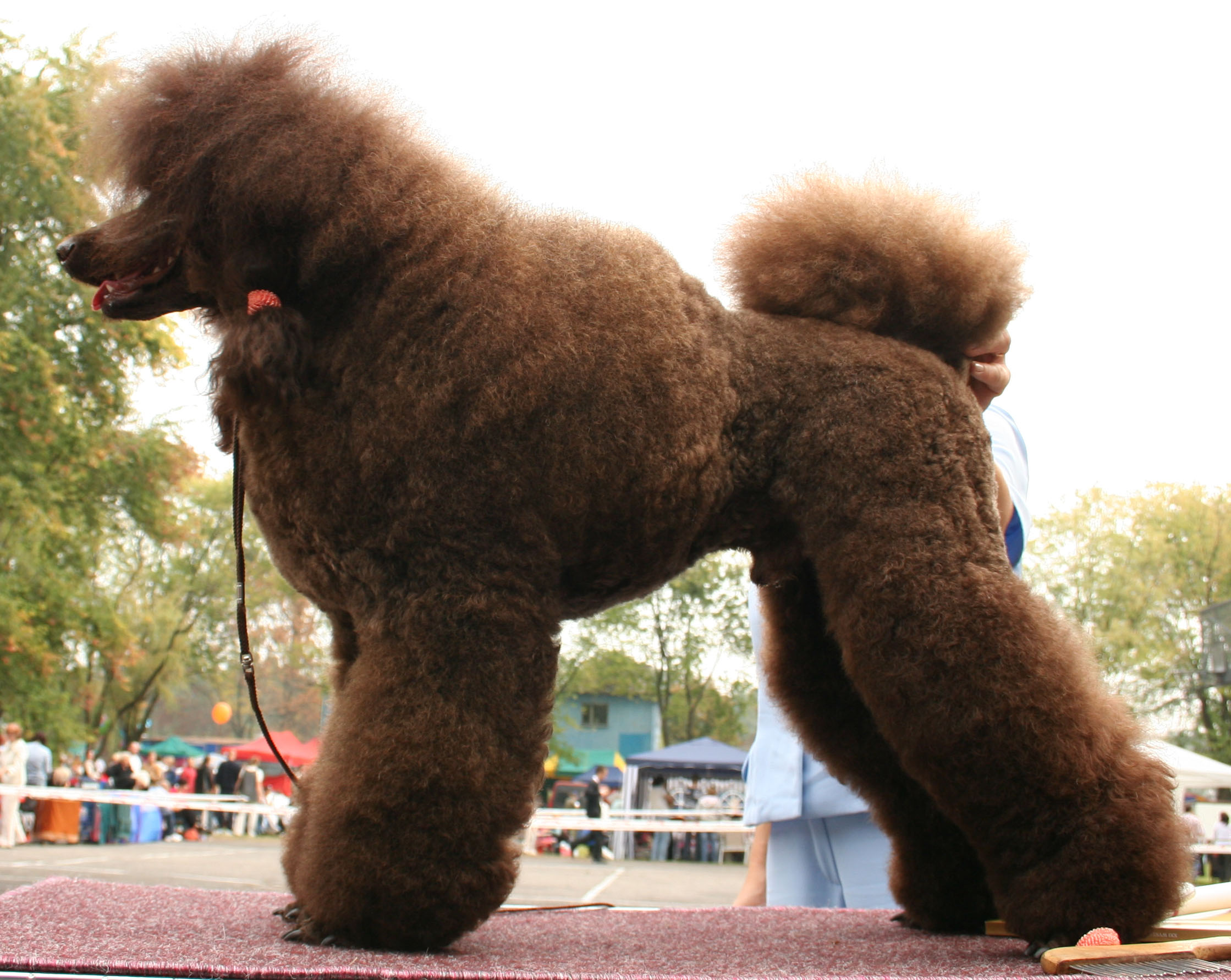
Brun mellanpudel med valpklippning.
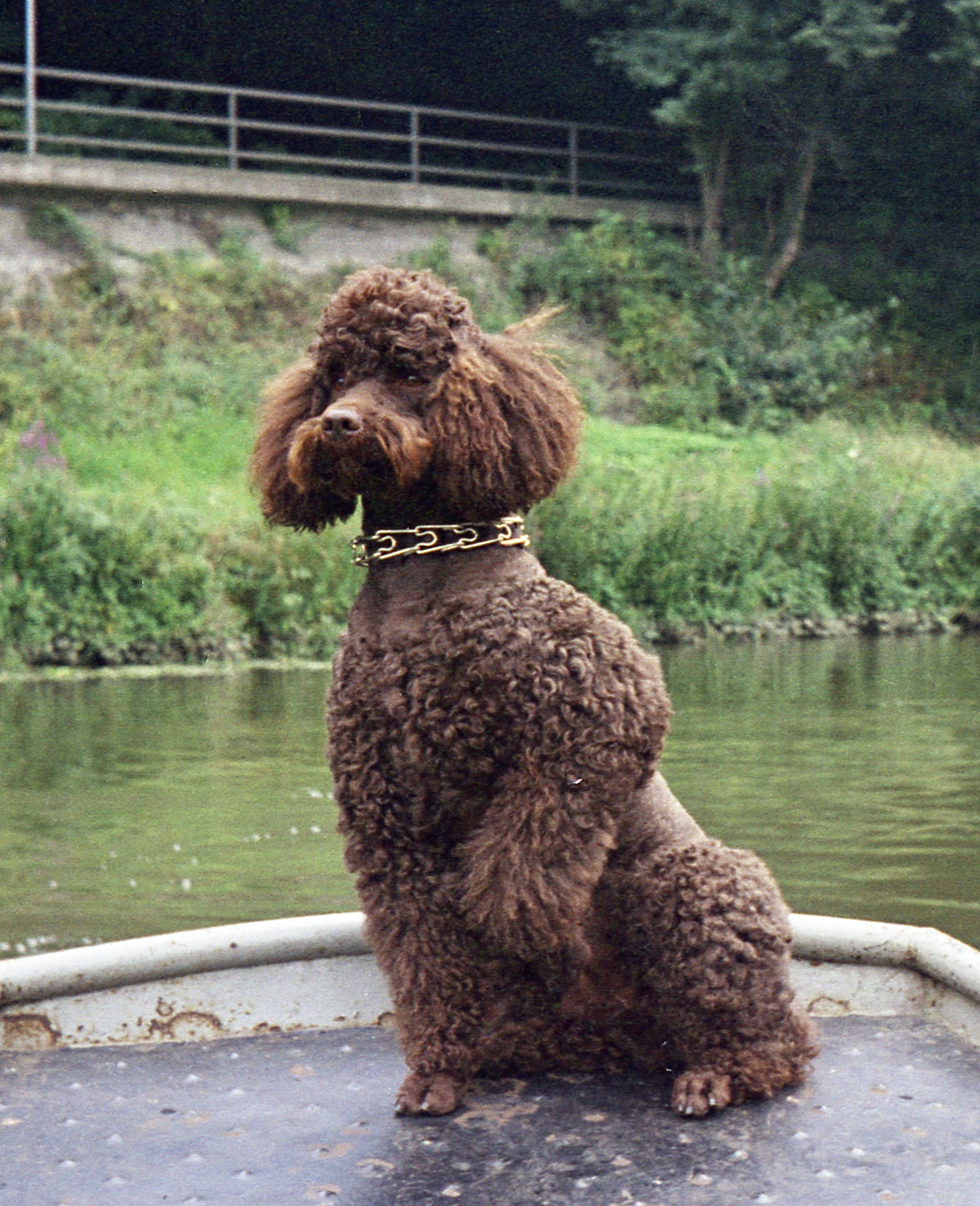
Brun storpudel i s.k. karakulklippning.
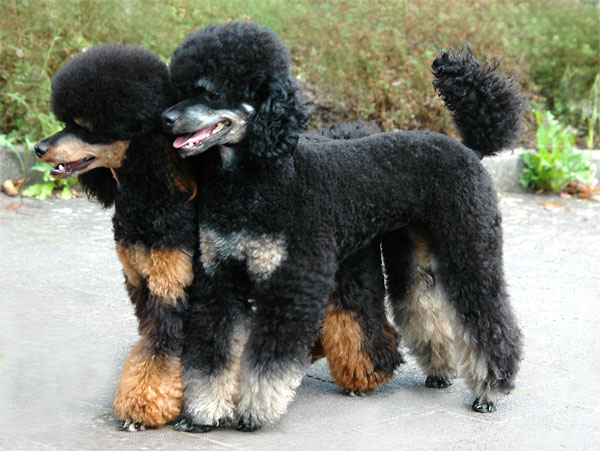
Dvärgpudlar med phantom-teckning (black and tan).
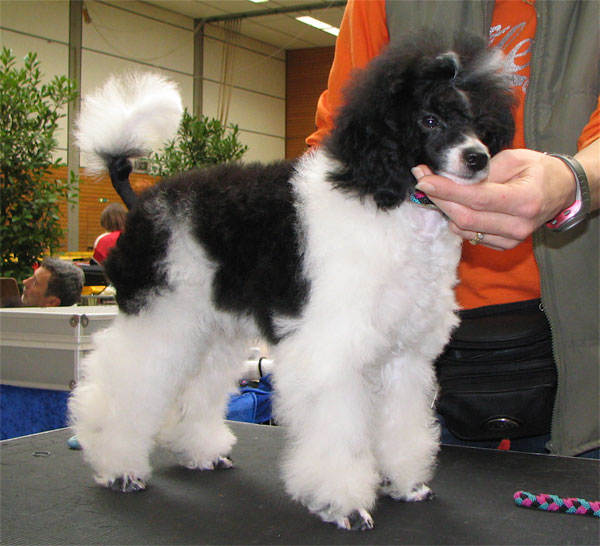
En harlekin-tecknad dvärgpudel.
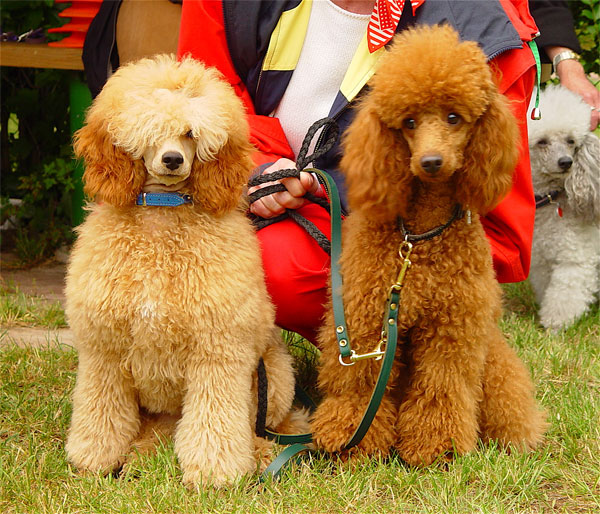
En aprikosfärgad och en röd mellanpudel i vardagsfrisyrer.

### Varianter
Storpudeln kallas ofta populärt för kungspudel, hämtat från tyskans königspudel och franskans caniche royal. På engelska heter den standard poodle. Det är storpudeln som är den ursprungliga varianten. De mindre har avlats fram genom upprepat urval av små individer, till skillnad från bichonerna som har korsats fram med hjälp av maltesern – en av de raser som uppstått genom dvärgväxtmutation. Vad som liknar dvärgpudlar finns avbildade lika långt tillbaka i tiden som de större, men dessa lejonklippta dvärghundar är snarare föregångare till dagens bichoner än till dagens dvärgpudlar. Det var mode vid hoven och i högreståndskretsar att lejonklippa lurviga dvärghundar och fortfarande klipps löwchen på detta sätt.
När pudelaveln organiserades på 1890-talet skilde man från början på stor och liten pudel. Gränsen gick vid 42 centimeter mankhöjd. 1932 delades småpudlarna upp i dvärgpudel och liten pudel (som sedan 1956 kallas mellanpudel). Gränsen mellan dessa båda sattes till 35 centimeter. 1936 höjdes maxhöjden för mellanpudel till 45 centimeter. 1988 erkände Fédération Cynologique Internationale (FCI) toypudel för pudlar under det tidigare minimimåttet 28 centimeter. Storleksvarianten utvecklades i USA och erkändes av American Kennel Club (AKC) redan 1943. 1957 erkändes den av brittiska The Kennel Club (KC). Samma rasstandard gäller för alla storlekar, även om de räknas som separata raser. Det skall bara vara storleken som skiljer; dvärg- och toypudlar får inte ha några drag av dvärgväxt.
I Storbritannien, USA och Australien och andra engelskspråkiga länder tillämpas en annan storleksindelning. Där skiljer man på standard poodles som är över 38 centimeter och miniature poodles på 28–38 centimeter, plus toy poodles. Innan 1904 fanns bara en klass för pudlar i England; 30–60 centimeter. Detta år när separata klasser infördes för snörpudlar och ullpudlar, höjdes minimihöjden till 38 centimeter, de som idag motsvarar miniature poodles kunde inte längre registreras. Från 1911 tilläts de dock på nytt, men inte förrän 1957 sänktes minimimåttet från 30 till 28 centimeter.
1956 blev det tillåtet att använda mellan- och dvärgpudlar för avel med varandra. Detta har senare ändrats, nu är det endast dvärg- och toypudlar som kan paras över storleksgränsen. Reglerna varierar dock från land till land. Vid import och export mellan FCI-systemet och det system som tillämpas av The Kennel Club (Storbritannien) och American Kennel Club är det mankhöjden som avgör hur pudeln registreras. Exempel: en svensk mellanpudel på 39 centimeter blir således en standard poodle i Storbritannien, medan en brittisk miniature poodle på 34 centimeter blir en dvärgpudel i Sverige. Mellan-, dvärg- och toypudlar som efter 15 månaders ålder är för stora för sin kategori registreras då om. Dessa regler innebär alltså att det finns en hel del pudlar som har olika storleksvarianter i sina anor, oavsett hur de själva är klassade. Eftersom rena färger är norm i standarden, är den vanligaste rekommendationen att pudlar av olika färg inte används för avel med varandra, undantaget svart och vit.

## Hälsa

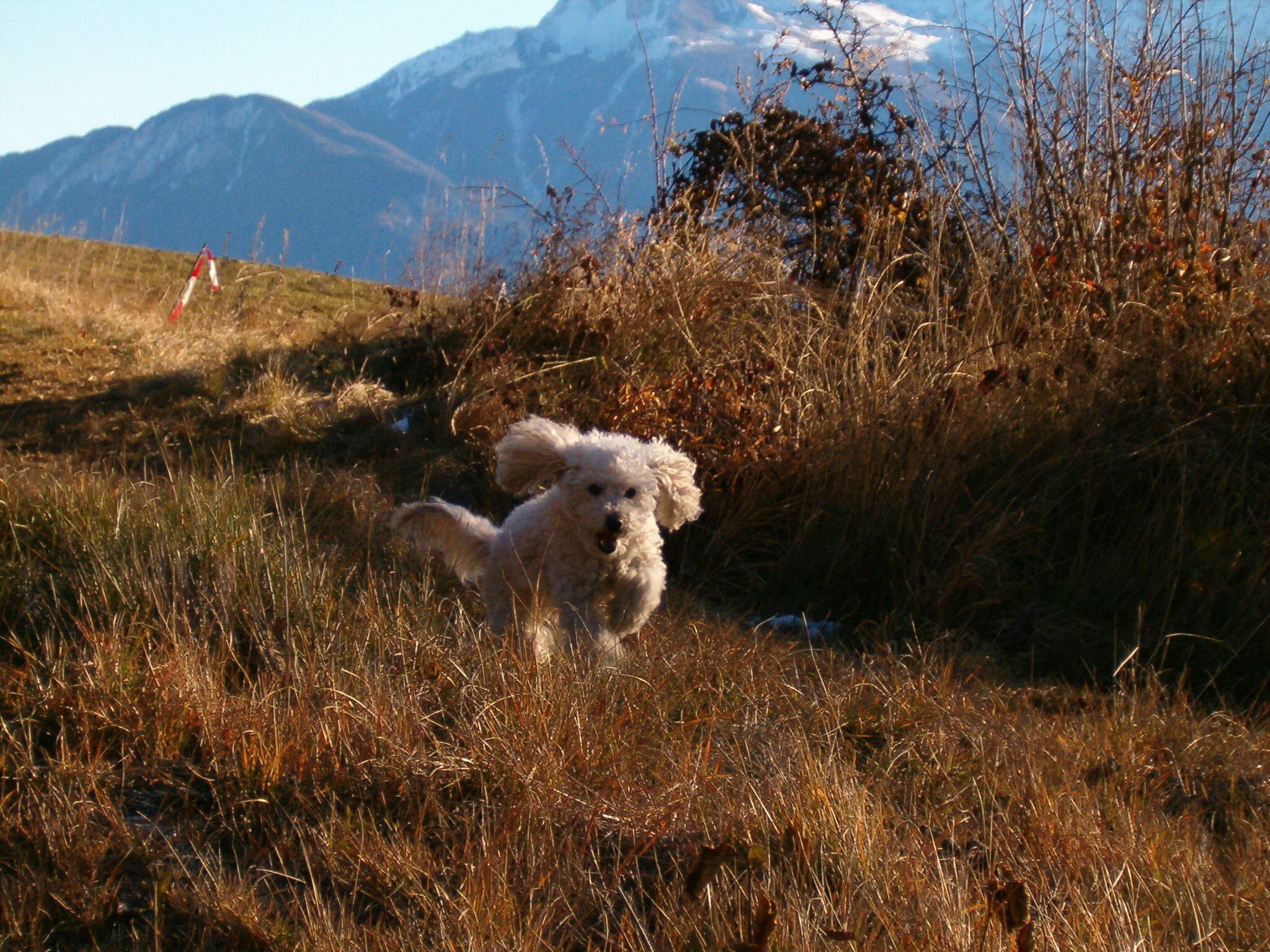
En mellanpudel med vardagsklippning.

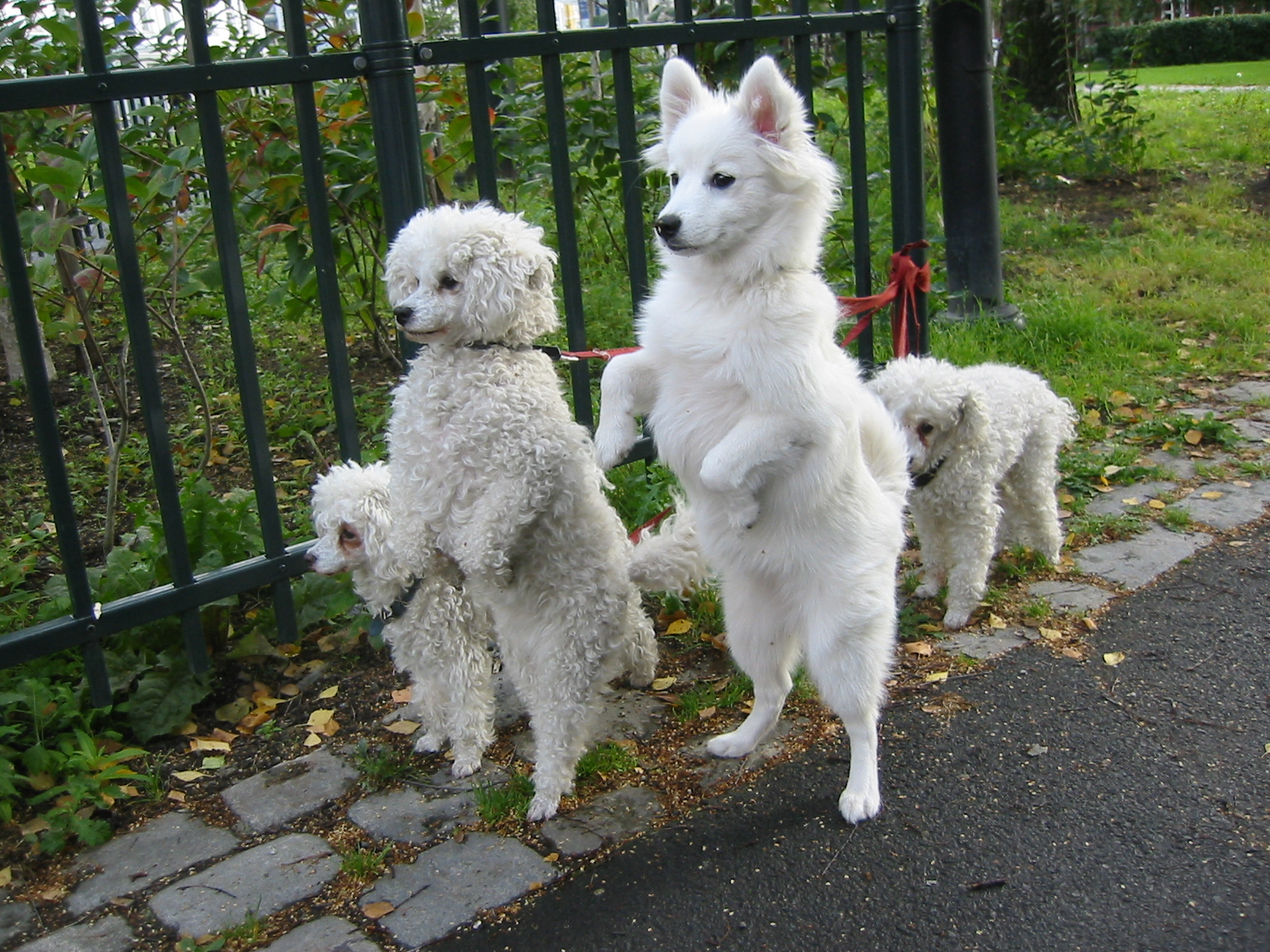
Till pudelns fysiska egenheter hör att den har lätt för att stå på bakbenen. Här en dvärgpudel tillsammans med en volpino italiano.

Pudeln är en jämförelsevis frisk ras. Den har inte varit utsatt för extremavel i syfte att få fram utmärkande särdrag. De hälsoproblem som finns delas med många andra raser; det finns ingen sjukdom som är unik just för pudel. Under 1960-talet hade mellan- och dvärgpudlarna en popularitetstopp som medförde att hundar användes i avel utan urval. Framförallt försämrades mentaliteten, många mindre pudlar visade nervositet. Efter andra världskriget var inavel en vanlig metod bland uppfödare för att få fram enhetliga kullar med framgångar i utställningsringen.
Ärftliga sjukdomar som drabbar pudel är främst höftledsfel, HD (höftledsdysplasi) bland de stora och ögonsjukdomen PRA (progressiv retinal atrofi) bland de mindre. Av drygt 2 000 röntgade storpudlar födda 1999 eller senare i Sverige hade 15 procent HD av någon grad, de som hade den allvarligaste förekommande graden D var 3,4 procent, visade en sammanställning gjord 2010 av Svenska Pudelklubben. 2022 konstaterades att HD-frekvensen har legat stabilt för storpudlarna under hela 2000-talet.  Av 718 undersökta dvärgpudlar födda 1999 eller senare i Sverige hade 1,8 procent PRA, motsvarande siffra för 475 undersökta mellanpudlar var 2,3 procent. På senare år har krav införts att föräldradjur ska vara DNA-testade och alltså inte bära anlag för PRA. Motsvarande resultat för ledsjukdomen patellaluxation var 9,9 procent för dvärgpudel och 4,1 procent för mellanpudel. De mindre storlekarna har även risk för grå starr: 3,5 respektive 0,8 procent. Den endokrina sjukdomen addisons sjukdom har uppmärksammats på senare tid och förekommer enligt enkätundersökningar i liten omfattning bland pudlar (mindre än 1 procent oavsett storlek). Förutom hos pudel förekommer sjukdomen bland annat hos portugisisk vattenhund och bearded collie, Svenska Pudelklubben deltar i en undersökning tillsammans med bl.a. Sveriges lantbruksuniversitet (SLU) för att försöka komma tillrätta med denna autoimmuna njursjukdom.
Nu för tiden har pudelklubbarna avels- och hälsoprogram för att hålla rasen frisk och stabil. Man har program för att få fler pudelägare att genomföra beteende- och personlighetsbeskrivning (BPH, som tidigare kallades mentalbeskrivning) och för att hålla nere inavelsgraden. När det var som värst kunde en hund ha samma far, morfar och mormorsfar. 2011 låg inavelsgraden på 1–1,5 procent i Sverige, 2022 hade den sjunkit till under 1 procent. I Sverige och Norge skall hundar vara testade och friskförklarade beträffande HD eller PRA (beroende på storlek) innan de får användas i avel. I Danmark räcker det med negativt PRA-test samt att konstaterat HD-drabbade hundar inte får användas. I andra länder varierar graden av restriktioner.

## Kulturhistoria och fiktion

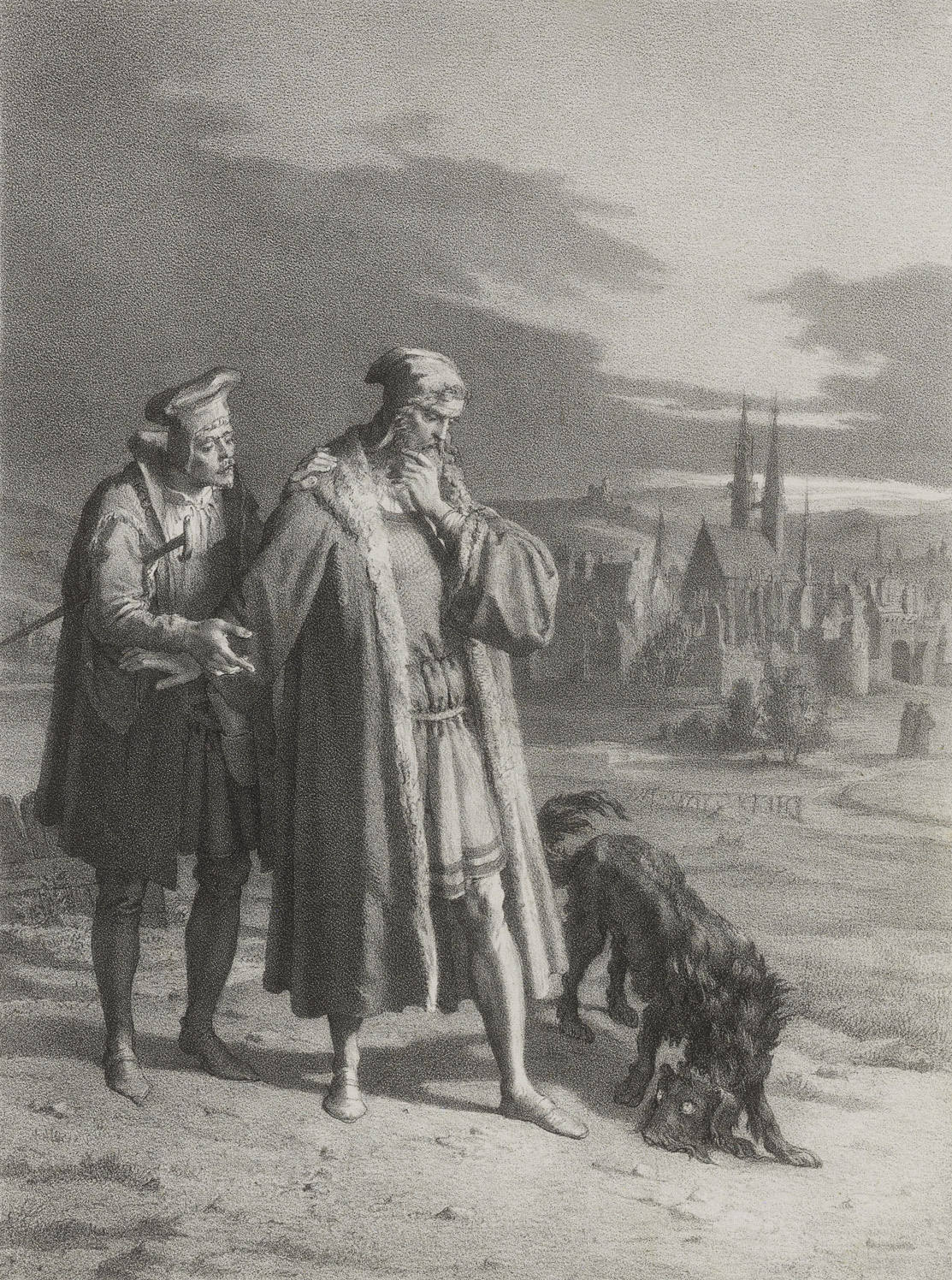
Faust under påskpromenaden medan pudeln närmar sig i allt trängre cirklar. Illustration från 1847–1850 av Gustav Schlick (1804–1869).

### Pudeln i litteraturen
I flera litterära verk spelar pudeln en central roll. Mest känd är pudeln som förvandlas till Mefistofeles i Johann Wolfgang von Goethes drama Faust från 1808. I Henrik Ibsens pjäs En folkefiende från 1882 får pudelns fatal betydelse i styckets dramatiska höjdpunkt. En mer sentida pudelskildrare var amerikanen och nobelpristagaren John Steinbeck som i den självbiografiska Resa med Charley – för att upptäcka Amerika från 1962 berättar om en resa genom USA med sin svarta storpudel.

#### Pudelns kärna
Pudelns kärna är den verkliga innebörden av något, dess dolda inre väsen, till skillnad från den synliga ytan. Uttrycket härrör från Johann Wolfgang von Goethes drama Faust (1808; en första version, Ur-Faust, var klar 1775), först översatt 1876 av Viktor Rydberg.
Under sin påskpromenad lägger Faust märke till en svart pudel som springer i allt trängre cirklar runt honom. Faust låter pudeln följa med hem. Där förvandlas den och visar sig vara djävulen i Mefistofeles gestalt. Faust utbrister:
| ”                                                                              | Das also war des Pudels Kern!" | „ |
| – Goethe, Faust – Tragedins första del, tredje scenen; i Fausts studerkammare. |                                |   |

Att Goethe valde just en pudel tycks inte ha varit helt slumpartat. I Tyskland vid den tiden var Faust-berättelsen väl känd både som folkbok och som marionetteater, något Goethe refererar till i sin självbiografi. Faust-figuren hörde alltså hemma i samma miljöer som cirkus, varieté och gatugyckel, där pudlar ofta uppträdde. Mefistofeles som scenfigur har dessutom drag av den klassiska narrfiguren Harlekin från commedia dell'arte, en teaterform Goethe fascinerades av under sin italienska resa 1786–1788. I promenadscenen ger Goethe en träffsäker karakteristik av pudelns väsen:
| ”                                                                          | Det är en 'pudeltok' av sannaste natur: du stannar, och han hejdar strax sitt lopp, du lockar, och han springer mot dig opp, vad man har tappat, bringer han i knäppen. i vattnet springer han och tar opp käppen. | „ |
| – Goethe, Faust – Tragedins första del, andra scenen; utanför stadsporten. | |   |

Att glatt ta kontakt med människor, även främmande, är typiskt för pudlar. Ett annat karakteristiskt pudelbeteende är att i vild glädje rusa runt i cirklar; så kallad pudelfnatt. På tyska finns uttrycket sich pudelwohl fühlen – vara jublande glad, upprymd. Som plantering inför Mefistofeles förvandling har episoden tematiskt samband med påskens häxritter, något som har avgörande betydelse i dramat. I den folkliga föreställningsvärlden har svarta hundar associerats till häxor och trollkarlar. Även pudlar har ansetts stå i förbund med mörka krafter, se under folksagor och sägner nedan. En känd pudel som tillskrivits magiska förmågor var Prins Ruperts ovan omtalade pudel Boye som sades ingripa till prinsens beskydd med övernaturliga metoder. Hundar har också setts som synska, då de ibland skäller rakt ut i mörkret. Något som Goethe låter pudeln störa Faust med i dennes kammare, innan förvandlingen. Pudlar har ofta liknande vaktbeteende.
Tragikomiskt nog råkade det bli just en pudel som blev slutet för Goethes 26 år långa karriär som direktör för hovteatern i Weimar. En kringresande skådespelare vid namn Karsten från Wien ägde en väldresserad pudel. Med denna i en ledande roll lät han uppföra melodramen Der hund des Aubry, oder Der Wald bei Bondy (Le Chien de Montargis, ou la Forêt de Bondy/Den trogne hunden) av fransmannen René-Charles Guilbert de Pixérécourt, som gjort succé i såväl Paris som i Berlin och andra tyska städer. Goethe refuserade år 1817 förslaget att låta Karsten och hans pudel gästspela vid hovteatern. Men medlemmar av hovet, med storhertigens mätress, skådespelerskan Karoline Jagemann i spetsen, som länge skulle ha tyckt att Goethe var alltför högtravande, lyckades förmå storhertig Karl August av Sachsen-Weimar att ändra på beslutet. Det blev för mycket för Goethe som omedelbart lämnade sin post.

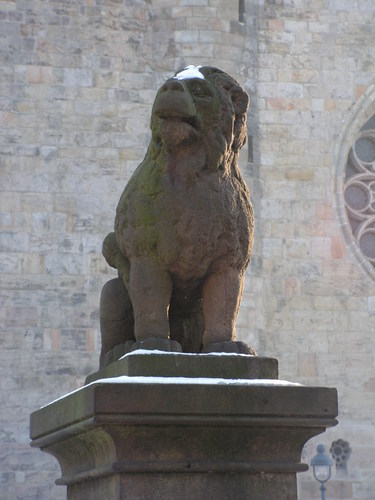
Der Löwenpudel framför domkyrkan i Osnabrück.

#### Folksagor och sägner
Pudeln förekommer i folksagor och sägner med inslag av trolldom. Nejlikan (Die Nelke, KHM 76) nedtecknades och utgavs av bröderna Grimm i deras stora sagosamling 1812. En drottning föder en prins som har gåvan att hans önskningar blir sanna. Prinsen rövas bort av kungens kock som ordnar det så att drottningen får skulden. När kocken fått sina önskningar uppfyllda försöker han arrangera ett lönnmord på prinsen. Men denne får reda på hela komplotten och straffar kocken med att förvandla honom till en svart pudel som tvingas äta glödande kol.
Den brittiske filologen Benjamin Thorpe gav 1851 ut Northern Mythology, en samling med sägner och folktro från Skandinavien, Nordtyskland och Nederländerna. Där berättar han om traditionen med årseldar, biikebrennen (beacon-burning) i Nordfriesland. De tänds traditionellt den 22 februari då man firar Petrus cathedraticus, när aposteln Petrus vigdes till biskop i Rom. Men eftersom seden hade anor från hednisk tid, försökte prästerna sätta stopp för den. När befolkningen i Rantum trotsade kyrkans påbud smög sig enligt sägnen ett monster i form av en svart pudel ner från höjden där elden tänts. Och från den dagen var de tvingade att härbärgera monstret i sin by.
Framför domkyrkan i Osnabrück i nuvarande Niedersachsen står en skulptur kallad Der Löwenpudel. Enligt sägnen reste borgarna den av tacksamhet mot en pudel som räddat dem undan Karl den stores (742–814) vrede. Han ville hämnas för att stadsborna haft kontakt med den saxiske upprorsledaren Widukind (död cirka 807) och svor att halshugga den första levande varelse han mötte efter sitt intåg i staden. Av en händelse blev det en förrymd pudel som fick mista sitt huvud. Åldern på både skulpturen och sägnen är dock okända, och i medeltida källor kallas statyn Löwenstein.

#### Puddelmennesket
Den norske dramatikern Henrik Ibsen) använder i En folkefiende 1882 ordet pudelmänniska i betydelsen kulturmänniska. Badläkaren Doktor Stockmann blir en avskydd visselblåsare när han avslöjar ett parasitangrepp i vattnet. Efter att ha blivit hårt ansatt under ett offentligt möte utbrister Stockmann i ett affekterat försvarstal i fjärde akten. Där ställer han den förfinade pudeln mot "køteren", det vill säga byrackan:
| ”                              | Og stil så køteren sammen med en puddelhund, som gennem flere slægtsled stammer fra et fornemt hus, hvor den har fåt fin føde og havt anledning til at høre harmoniske stemmer og musik. Tror I ikke, at kraniet hos puddelen er ganske anderledes udviklet end hos køteren? Jo, det kan I lide på! Det er slige kultiverte puddelhvalpe, som gøglerne afretter til at gøre de allerutroligste kunststykker. Sligt noget kan en gemen bondekøter aldrig lære, om den så stod på sit hode. /---/ Men fornemme dyr findes der rigtignok ikke mange af iblandt os. Å, der er en ganske forskrækkelig afstand mellem puddelmennesker og køtermennesker. | „ |
| – Henrik Ibsen, En folkefiende | |   |

| ”                             | Ställ den byrackan jämte en pudel med fin släkttavla, med fina anor från fina hus, där den fått bra föda och fått höra harmoniska röster och musik. Tror ni inte att hjärnan hos en sådan pudel är helt annorlunda utvecklad än hos byrackan. Jo, det kan ni lita på! Det är sådana kultiverade pudelvalpar som man dresserar på cirkus och som utför de mest häpnadsväckande konster. Som en simpel byracka aldrig någonsin kan få in i skallen om man så vänder den ut och in. /---/ Men få av oss hör till de förnäma. Ja, det är en ganska bedrövlig skillnad mellan pudelmänniskor och sådana som rätt och slätt är byrackor. | „ |
| – översättning Klas Östergren | |   |

### Talesätt med pudlar
Pudeln förekommer i påfallande många talesätt, som berättar om hur pudeln har uppfattats av omgivningen. Talesätten är både berömmande, skämtsamma och nedsättande. En del syftar på pudelns säregna päls och frisyrer, andra på hur pudeln har brukats som hårt arbetande apportör eller som lättsam underhållning. Det här är ett urval från Skandinavien och Västeuropa:
- Klok som en pudel är ett svenskt idiom för mycket klok.[168]
- To poodle along (att pudla omkring) är att cruisa eller strosa eller glida, ursprungligen på cykel. Poodling kan även syfta på att flirta medan man ser sig omkring.[32]

#### Luspudel
- Luspudel. Skymford myntat av dramatikern, journalisten med mera August Blanche i novellen Flickan i Stadsgården (1847).[34] På tyska kan med pudel menas en smutsig och ovårdad person, eller en person som utför smutsigt arbete.[155] Man får tänka sig en dyig och våt pudelpäls efter en dags jakt i våtmarkerna, på den tiden människor levde under enkla förhållanden.
- När man på svenska säger som en våt hund, dyblöt, kan tyskarna istället säga pudelnaß (jämför med franskans "crotté comme un barbet" ovan).[155][169]

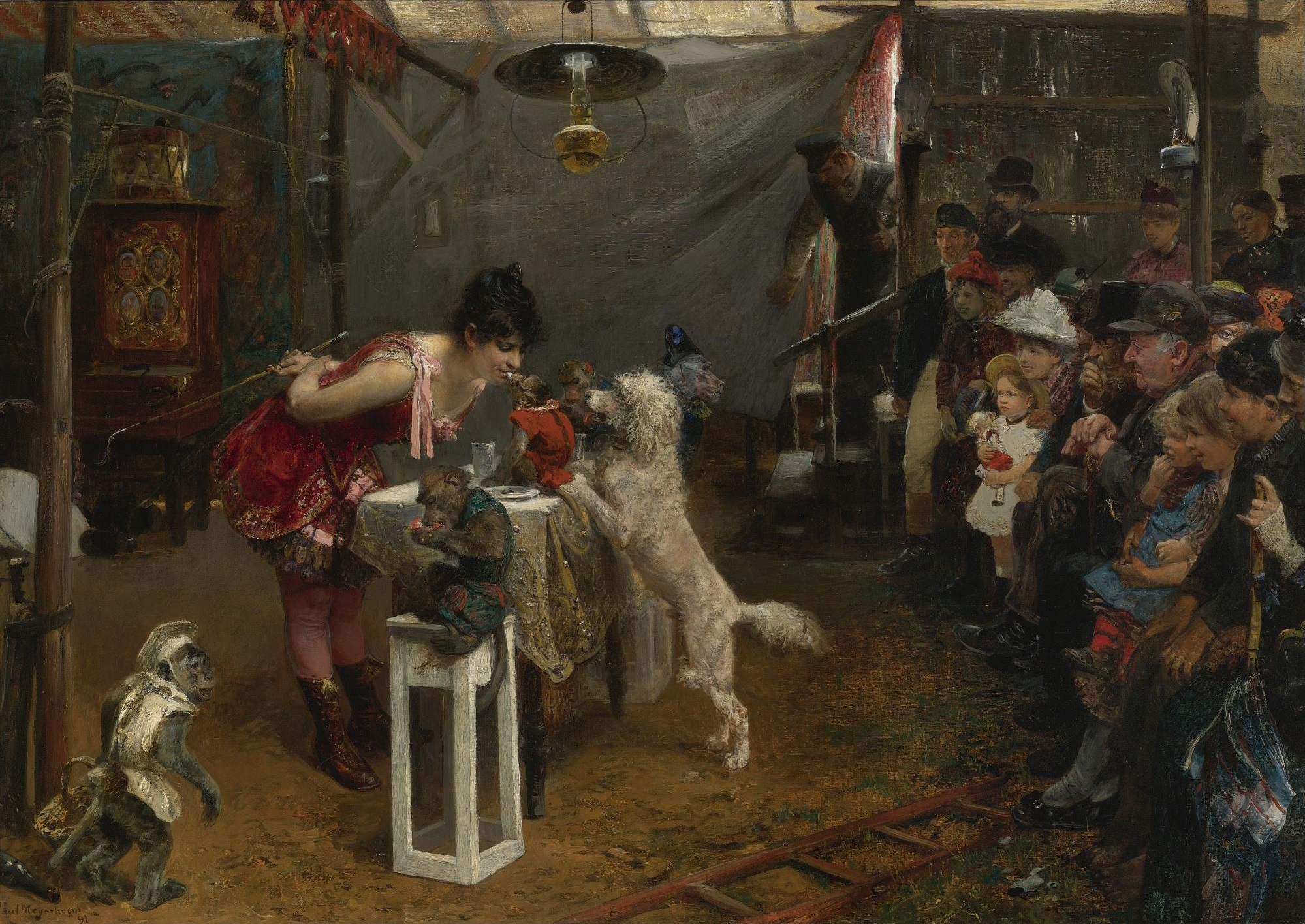
En pudel uppträder tillsammans med apor på varieté 1891. Paul Meyerheim (1842-1915).

#### Cirkuspudel
- Pudeltok är den svenska översättningen av Goethes "ein pudelnärrisch Tier" – pudelnärrisch är på tyska ett idiom; tokig som en pudel.[155]
- Pudelshamn, det vill säga Mefistofeles förklädnad. Viktor Rydberg skriver i Bilder ur Goethes Faust (1897)[34]:

| ”                                          | Visst har han sina ryck, som då han i 'pudelshamn' springer en gående mellan benen för att få le åt en blödande näsa eller vrickad fot. Motsägelsens vän, ikläder han sig icke ogärna skepnaden av det hederligaste kräk på jorden. | „ |
| – Viktor Rydberg, Bilder ur Goethes Faust. | |   |

- Cirkuspudel. Kan användas bildligen om personer som gör sig till för att få uppmärksamhet som till exempel när författaren Sture Dahlström fick frågan varför han så ogärna framträder offentligt och svarade: "Jag vill inte vara en jävla cirkuspudel i media". Ett annat exempel är när dåvarande Svenska språknämnden beskrev bistånds- och migrationsminister Jan O. Karlssons offentliga ursäkt som "lika lydigt och ekvilibristiskt som en dresserad cirkuspudel" (se nedan om att göra en pudel).[171]

#### Vara någons pudel
- Poodle-faker var från början (1902) arméslang för en inställsam man, det kunde också avse en ny rekryt. Det kom även att betyda en i andras ögon vek man som tyr sig till kvinnor för personliga fördelar, en morsgris.[172] Över huvud taget kan poodle i sig användas pejorativt om någon som är servil eller springer andras ärenden.[32] Det var den brittiske liberala politikern David Lloyd George som 1907 kallade överhuset för tories pudel.[32] Å andra sidan kan poodle helt enkelt syfta på en alltiallo eller gaffer.[173] På franska har den pejorativa användningen av caniche om inställsamma personer en äldre historia. Uttrycket användes redan av Honoré de Balzac i romanen Les Petits bourgeois som utkom postumt 1855.[38]

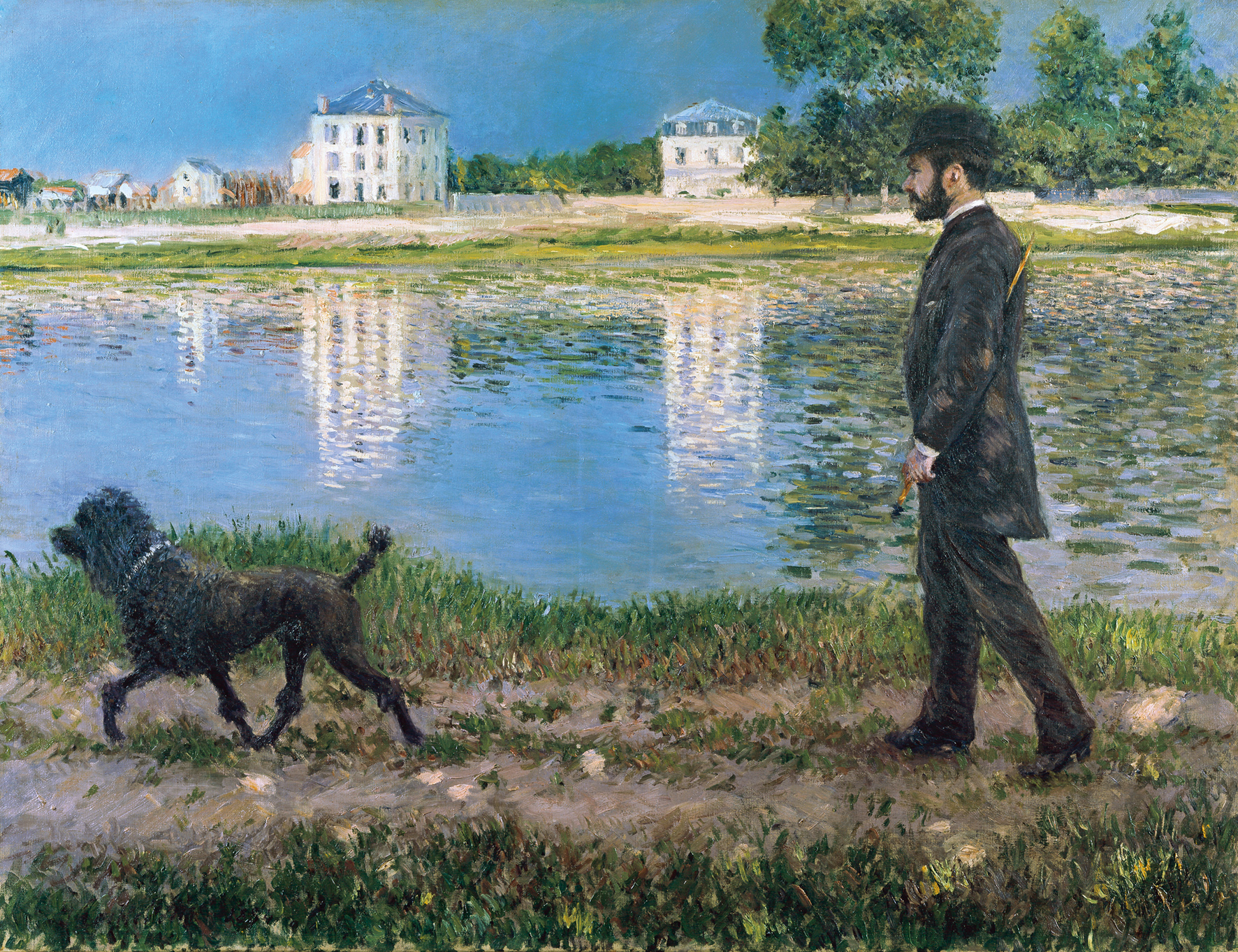
Richard Gallo och hans hund i Petit Gennevilliers (1884) av den franske impressionisten Gustave Caillebotte.

#### Pudeltrogen
- Pudeltrogen; pudeltrohet, på tyska pudeltreu.[155] Att vara undergivet trogen.[34] Jämför med pudeln på målningen av Boccaccios Griselda (se ovan), hon som var både trogen och undergiven. Jämför också med pudlarna vid dödsbäddarna hos kejsar Henrik II och på van der Weydens altartavla, liksom med Napoleons anekdot från slaget vid Marengo (se ovan). "En ærlig Pudel følger Herrens Liig, og døer af stille Troskab paa hans Grav" (en ärlig pudel följer sin herres lik, och dör av stillsam trofasthet på hans grav), skrev den danske författaren Adam Oehlenschläger i tragedin Erik og Abel 1820.[75][175] Litteraturkritikern Oscar Levertin sa om sig själv: "Jag är en trogen pudelnatur".[34] Som talesätt finns pudeltrogen även på franska – Suivre quelqu'un comme un caniche, sans le quitter d'un pas ("Att följa någon som en pudel, utan att vika ett steg från sidan").[39]
- Pudelöga. Trofast, vänlig och klok blick.[34] I romanen Øen i Sydhavet 1824–1825 skriver Oehlenschläger "nu saae hun ham ærligt i Øiet, som en tro Pudel" (nu såg hon honom ärligt i ögonen, som en sann pudel).[75][176]

#### Pudelklippt
- Pudelpermanent; pudelklippt; pudelfrisyr. Från början den kortklippta krusade tantkalotten, ibland blåtonad, som på engelska heter poodle-cut, på tyska kan man tala om Pudelkopf (pudelhuvud). Någon kunde också vara pudelkammad. På danska kan man säga att någon med liknande frisyr är pudlet ("pudlad"). To treat someone as a poodle; to poodle someone är när man klipper och rakar någon, det kan också syfta på att man klär upp någon, snofsar till denne/denna, poodle up. Denne har då blivit poodled, företeelsen benämns poodling.[32][34][75][155]

I Madame Bovary (1857, först översatt av Ernst Lundquist 1883) skriver lustigt nog Gustave Flaubert att ett skulpterat lejon har pudelfrisyr:
| ”                                                         | …det gamla av regnet urblekta guldlejonet med sin hundfrisyr… …le vieux lion d’or, déteint par les pluies, montre toujours aux passants sa frisure de caniche. | „ |
| – Gustave Flaubert, Madame Bovary – del två, kapitel ett. | |   |

Den danske litteraturkritikern Georg Brandes använde den retoriska kontrasten mellan lejon och pudel på ett annat sätt: "Den polske Løve, der en Gang var saa frygtet, er bleven en Pudel, som apporterer" (det polska lejonet, som en gång var så fruktat, har blivit till en pudel, som apporterar). Också den norske poeten Johan Sebastian Welhaven använde en snarlik liknelse – "løven tæmmedes til pudelhund" (lejonet tämjdes till en pudel).
- Pudelnackt (tyska) är närmast en motsvarighet till spritt språngandes naken och syftar på hur man rakar delar av pudelns kropp.[169]
- Pudelrock. Uppoppad och hitlisteinriktad hårdrock, efter de utövande pudelrockarnas uppvolmade hårmode, till exempel Europe.
- Det finns åtskilliga fler associationer till pudelns päls: Pudelvete, till exempel, är en gammal vetesort, som ser friserad ut;[34] pudelmössa, kallades på 1700-talet svarta mössor av kortklippt lammpäls[34], det vill säga liknande den pälskvalitet som idag kallas persian – finns också på tyska; Pudelmütze.[155] På engelska finns ännu mer: Poodle cloth avsåg ursprungligen ett noppigt tyg men har senare blivit en beteckning för både stickade och vävda tyger med luddig yta (angora, rya, teddy, fuskpäls). Poodle collar är en fluffig krage.[32]

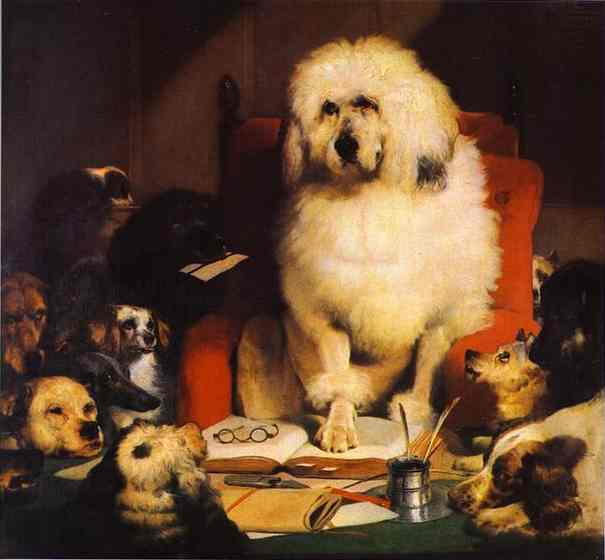
Pudeln som domare på den satiriska målningen Trial by Jury (1840) av den berömde hundmålaren Edwin Landseer.

#### Göra en hel pudel

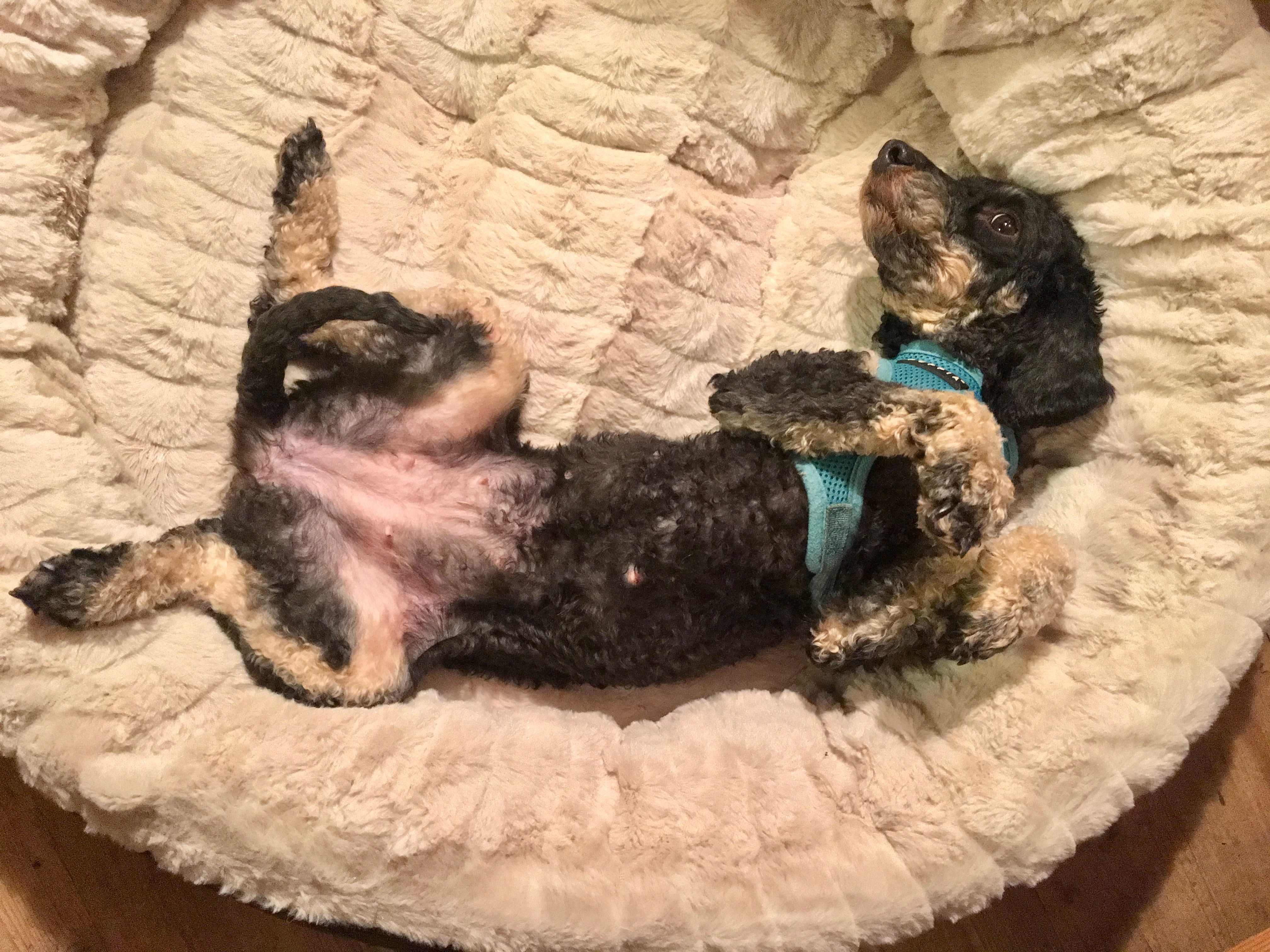
Pudel som gör en hel pudel.

- Göra en hel pudel – att med uttrycklig ödmjukhet göra offentlig avbön. Uttrycket användes första gången av Pål Jebsen (född 1956), kommunikationsstrateg med norskt påbrå, när han i Dagens Nyheter 12 november 2002 ombads kommentera bistånds- och migrationsminister Jan O. Karlssons helomvändning inför media angående sina dubbla löner:[171][182]

| ”            | Han tog kommandot på presskonferensen och hade ett välgrundat manus. Han gjorde det med stor, trovärdig ödmjukhet och förståelse för reaktionerna ute i landet. Han gjorde en hel pudel – lade sig på rygg och sprattlade med benen. | „ |
| – Pål Jebsen | |   |

21 september 2005 berättade Pål Jebsen i radioprogrammet P1 Morgon om hur hans egna pudlar betedde sig precis så när de fått tillsägelser. Uttrycket togs också upp av den brittiska affärstidningen Financial Times som skrev att to do a whole poodle var en av de mest minnesvärda formuleringarna som skapats på länge och jämförde med andra nordliga innovationer som Volvo och Ikea.
Uttrycket förekommer också i den förkortade varianten göra en pudel samt helt enkelt pudla.
- Göra en pudel finns också på tyska och danska; "einen Pudel werfen" eller "einen Pudel schießen" respektive "gjøre en pudel" eller "begaa en pudel", men har då en annan betydelse: Att slå en miss eller bom, eller felbedöma ett slag (i boll- eller kägelspel). Pudelrinnen (tyska) är när bowlingklotet slinker ner i rännan, som när en pudel eller retriever inte kan motstå att kasta sig i vattnet. Uttrycket kan även användas bildligt: "Der begik Baron Holberg een stoer Pudel, som ikke skrev denne Comoedie i det tydske Sprog…" (Där begick baron Holberg en stor pudel, som inte skrev denna komedi på tyska språket, om en av Ludvig Holbergs pjäser i ett magasin från mitten av 1800-talet). Göra en miss, begå ett misstag kan på tyska också heta pudeln i all enkelhet. Även på norska kan misstag heta puddel.[75][154][155][165]

### Pudelmusik
Pudlar har inspirerat till mer musik än så kallad pudelrock. PÅ 1970-talet verkade rockbandet the Fabulous Poodles i Storbritannien. Frédéric Chopin skrev 1847 La valse du petit chien ("Små hundars vals", Op. 64:1) inspirerad av George Sands pudelvalpar. Stycket är mer känt som Minutvalsen. Både Ludwig van Beethoven och Joseph Haydn skrev musik till sånger på pudeltema: Elegie auf den Tod eines Pudels ("Sorgesång över en död pudel", WoO 110, 1787) respektive Der schlaue und dienstfertige Pudel ("Den klipska och flinka pudeln", Hob. XVIIa:39, 1790).

### Pudlar på film
Pudlar figurerar i många filmer. I Disneys Oliver & gänget från 1988 gestaltas "den snygga tjejen" av den lila, lejonklippta storpudeln Georgette. Catherine Zeta-Jones och George Clooney spelar mot en vit storpudel i bröderna Coens Intolerable Cruelty från 2003. Eva Röse spelar pudelklippare i den svenska filmen Att göra en pudel från 2008. I den grekisk-franske regissören Costa-Gavras Stunder av lycka från 1979 spelar den italienske skådespelaren Romolo Valli en åldrad varietédomptör vars glansnummer är en schimpans som dansar pardans med en rosa pudel. Göran Forsmark spelar pudelmannen Svante som går omkring med en hel flock pudlar i koppel i Peter Birros och Agneta Fagerström-Olssons TV-serie Hammarkullen från 1997.

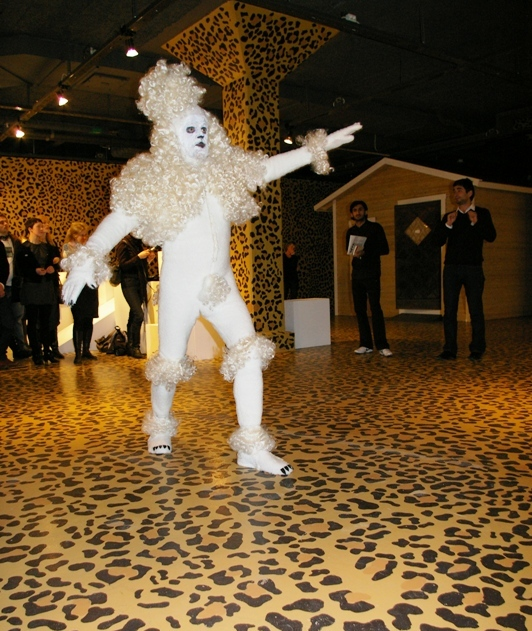
Kjartan Slettemark i nygjord pudelkostym på Tensta konsthall 2008.

### Pudlar i svensk konst och litteratur
I den svenska barnlitteraturen har pudeln fått en särskild plats med pudeln Prick i Elsa Beskows Tant Grön, tant Brun och tant Gredelin (1918). På senare år har han fått sällskap av Sasso i Astrid Lindgrens Madicken (1960) och av Eva Dahlgrens Lars & Urban och pudelstjärnorna (2001). Pudelstjärnorna är drömflickorna som tindrar kring månen.
Den norsk-svenske konstnären Kjartan Slettemark tyckte att hans liv som konstnär var ett hundliv, han var tvungen att vifta på svansen vid rätt tillfälle för att få sin belöning. 1975 anmälde han sig själv utklädd i pudeldräkt som konstverk till vårsalongen på Liljevalchs konsthall. Kostymen finns nu i Moderna Museets samlingar i Stockholm.
Den dansk-svenska koreografen Dorte Olesen gjorde 2005 den uppmärksammade föreställningen Pudel på Dansens hus i Stockholm. Till musik av Frida Hyvönen dansade hon och ensemblen tillsammans med fyra vita storpudlar på scenen. Musiken gavs 2007 ut på albumet Frida Hyvönen Gives You: Music from the Dance Performance Pudel.